# Liste der Biografien/Pic
Liste der Biografien |
Portal Biografien |
Personensuche
# |
A |
B |
C |
D |
E |
F |
G |
H |
I |
J |
K |
L |
M |
N |
O |
P |
Q |
R |
S |
T |
U |
V |
W |
X |
Y |
Z |
?
 
Pa |
Pc |
Pe |
Pf |
Ph |
Pi |
Pj |
Pk |
Pl |
Pm |
Pn |
Po |
Pr |
Ps |
Pt |
Pu |
Pv |
Pw |
Py
 
Pia |
Pib |
Pic |
Pid |
Pie |
Pif |
Pig |
Pih |
Pii |
Pij |
Pik |
Pil |
Pim |
Pin |
Pio |
Pip |
Piq |
Pir |
Pis |
Pit |
Piu |
Piv |
Piw |
Pix |
Piy |
Piz
Die Liste der Biografien führt alle Personen auf, die in der deutschsprachigen Wikipedia einen Artikel haben. Dieses ist eine Teilliste mit 735 Einträgen von Personen, deren Namen mit den Buchstaben „Pic“ beginnt.

## Pic
- Pic (* 1949), Schweizer Clown
- Pic, Anne-Sophie (* 1969), französische Meisterköchin
- Pic, Arthur (* 1991), französischer Automobilrennfahrer
- Pic, Camille (1876–1951), französischer Geistlicher
- Pic, Charles (* 1990), französischer Automobilrennfahrer

### Pica
- Pica, Amalia (* 1978), argentinische bildende Künstlerin
- Pica, Antonio (1931–2014), spanischer Schauspieler
- Pica, Pierre (* 1951), französischer Linguist
- Pica, Tina (1884–1968), italienische Schauspielerin
- Pica, Vittorio (1862–1930), italienischer Kunstkritiker und Schriftsteller
- Picabia, Francis (1879–1953), französischer Schriftsteller, Maler und GrafikerFrancis Picabia (1879–1953)

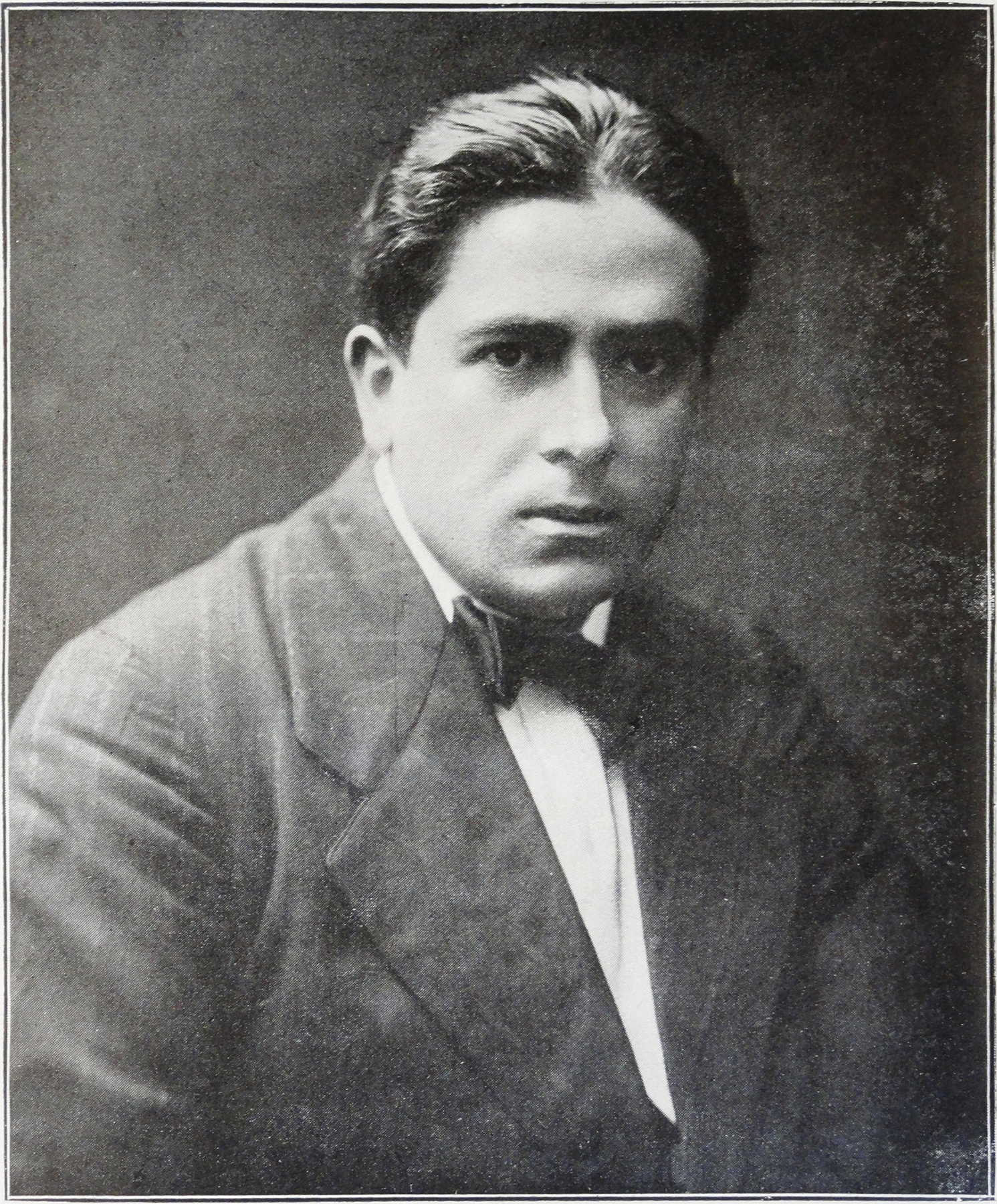
Francis Picabia (1879–1953)

- Picachy, Lawrence Trevor (1916–1992), indischer Geistlicher, Erzbischof von Kalkutta und Kardinal der römisch-katholischen Kirche
- Picado Michalski, Teodoro (1900–1960), costa-ricanischer Politiker
- Picado Sotela, Sonia (* 1936), costa-ricanische Juristin und Politikerin
- Picaflor de los Andes (1930–1975), peruanischer Musiker
- Pical, Ellyas (* 1960), indonesischer Boxer im Superfliegengewicht
- Pican, André (1901–1942), französischer Kommunist und Widerstandskämpfer gegen den Nationalsozialismus
- Pićan, Bojana (* 1998), montenegrinische Wirtschaftswissenschaftlerin und Politikerin der Za budućnost Crne Gore
- Pican, Pierre (1935–2018), französischer Ordenspriester und römisch-katholischer Bischof
- Picano, Felice (1944–2025), US-amerikanischer Schriftsteller und Verleger
- Picanyol, Josep, katalanischer Kapellmeister und Komponist
- Picão, David (1923–2009), brasilianischer Geistlicher, römisch-katholischer Bischof von Santos
- Picaper, Jean-Paul (* 1938), französischer Politologe, Buchautor und Journalist
- Picard, Alexandre (* 1985), kanadischer Eishockeyspieler und -scout
- Picard, Alexandre (* 1985), kanadischer Eishockeyspieler
- Picard, Alfred (1913–1945), deutscher Fußballspieler
- Picard, Alfred Maurice (1844–1913), französischer Ingenieur und Politiker
- Picard, André (* 1951), französischer Ruderer
- Picard, Anton (* 1922), deutscher Fußballspieler
- Picard, Charles (1883–1965), französischer Klassischer Archäologe
- Picard, Edmond (1836–1924), belgischer Jurist und Schriftsteller
- Picard, Edmund (1876–1949), deutscher Geologe und Paläontologe
- Picard, Émile (1856–1941), französischer Mathematiker
- Picard, Ernest (1821–1877), französischer Rechtsanwalt und Politiker
- Picard, François (1921–1996), französischer Automobilrennfahrer
- Picard, Fritz (1888–1973), deutsch-französischer Buchhändler
- Picard, Georges (1857–1943), französischer Maler, Dekorateur und Illustrator
- Picard, Hans Rudolf (1928–2017), Studienprofessor
- Picard, Henry (1906–1997), US-amerikanischer Golfspieler
- Picard, Jacob (1883–1967), deutscher Dichter
- Picard, Jacques (* 1952), Schweizer Historiker und Hochschullehrer
- Picard, Jacques Maurice (1944–2010), promovierter Germanist, Romanist und Autor
- Picard, Janina (* 1994), deutsche Schauspielerin
- Picard, Jean (1620–1682), französischer Astronom und Geodät
- Picard, John (* 1937), britischer Jazzmusiker
- Picard, Karl (1845–1913), deutscher Geologe, Botaniker und Paläontologe
- Picard, Klaus (* 1955), deutscher Manager
- Picard, Leo (1900–1997), deutsch-israelischer Geologe
- Picard, Lil (1899–1994), deutsch-US-amerikanische Künstlerin
- Picard, Louis-Benoît (1769–1828), französischer Dramatiker
- Picard, Maurice (1870–1951), schweizerisch-französischer Uhrenunternehmer
- Picard, Max (1888–1965), Schweizer Arzt und Kulturphilosoph
- Picard, Michel (* 1954), französischer Ruderer
- Picard, Michel (* 1969), kanadischer Eishockeyspieler und -scout
- Picard, Michelle (* 1993), US-amerikanische Eishockeyspielerin
- Picard, Olivier (1940–2023), französischer Althistoriker, Numismatiker und Klassischer Archäologe
- Picard, Raymond (1917–1975), französischer Romanist und Literaturwissenschaftler
- Picard, Robert (* 1957), kanadischer Eishockeyspieler
- Picard, Rosalind (* 1962), US-amerikanische Elektroingenieurin und Hochschullehrerin
- Picard, Rudolf (1889–1976), deutscher Lehrer und Mundartforscher
- Picard, Samy (* 1988), luxemburgischer Basketballspieler
- Picard, Walter (1923–2000), deutscher Politiker (CDU), MdL
- Picard, Yvonne (1920–1943), französische Philosophin und Widerstandskämpferin
- Picardi, Vincenzo (* 1983), italienischer Boxer
- Picardie, Justine (* 1961), britische Journalistin und Autorin
- Picardie, Ruth (1964–1997), britische Journalistin
- Picardo, Fabian (* 1972), gibraltischer Politiker
- Picardo, Robert (* 1953), US-amerikanischer SchauspielerRobert Picardo (* 1953)

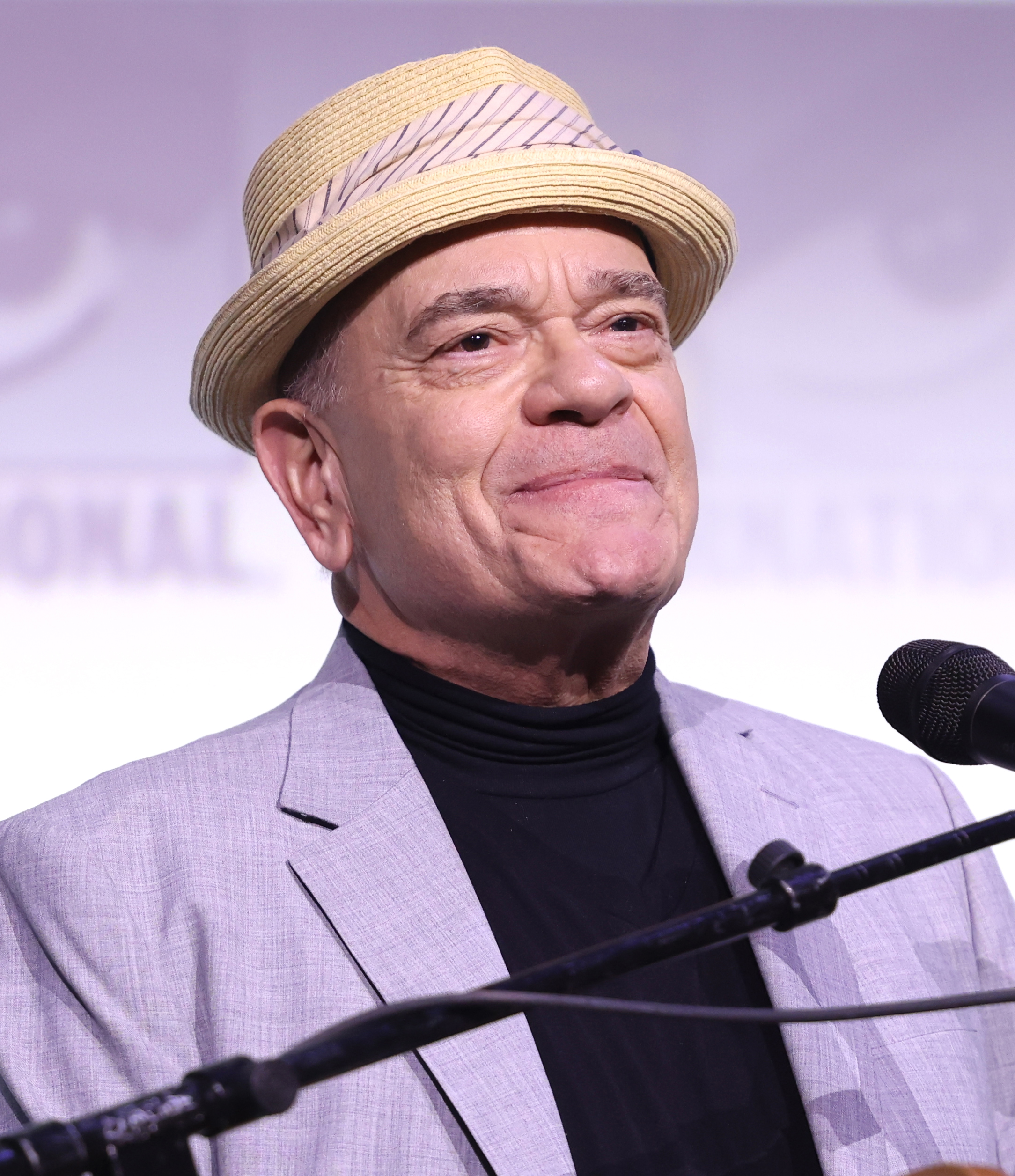
Robert Picardo (* 1953)

- Picardt, Johan (1600–1670), deutsch-niederländischer Pastor, Mediziner und Schriftsteller
- Picardus, Petrus, französischer Musiktheoretiker
- Picarelli, Anna Maria (* 1984), italienische Fußballspielerin
- Picareta, Lourdes (* 1958), deutsch-portugiesische Filmregisseurin
- Picariello, Alessio (* 1993), belgischer Automobilrennfahrer
- Picarius Decumus († 69), Prokurator Korsikas
- Piçarra, Maria do Carmo (* 1970), portugiesische Historikerin und Autorin
- Piçarra, Nuno José Cardoso da Silva (* 1957), portugiesischer Jurist und Richter am Europäischen Gerichtshof
- Picart Le Doux, Jean (1902–1982), französischer Künstler
- Picart, Bernard (1673–1733), französischer Kupferstecher und Buchillustrator
- Picart, Étienne (1632–1721), französischer Kupferstecher
- Picart, Jean-Michel († 1682), franko-flämischer Maler
- Picas i Guiu, Jaume (1921–1976), katalanischer Schriftsteller
- Picasarri, José Antonio (1769–1843), argentinischer Musiker und Geistlicher
- Picasso, Claude (1947–2023), spanisch-französischer Fotograf, Filmemacher und Nachlassverwalter
- Picasso, Emilio (1927–2014), italienischer Physiker
- Picasso, Francisco (* 1982), uruguayischer Schwimmer
- Picasso, Luigi Ettore (* 1935), italienischer Physiker
- Picasso, Marie (* 1979), schwedische Sängerin und Fernsehmoderatorin
- Picasso, Olga (1891–1955), russische Balletttänzerin; erste Ehefrau des spanischen Malers Pablo Ruiz Picasso
- Picasso, Pablo (1881–1973), spanischer MalerPablo Picasso (1881–1973)

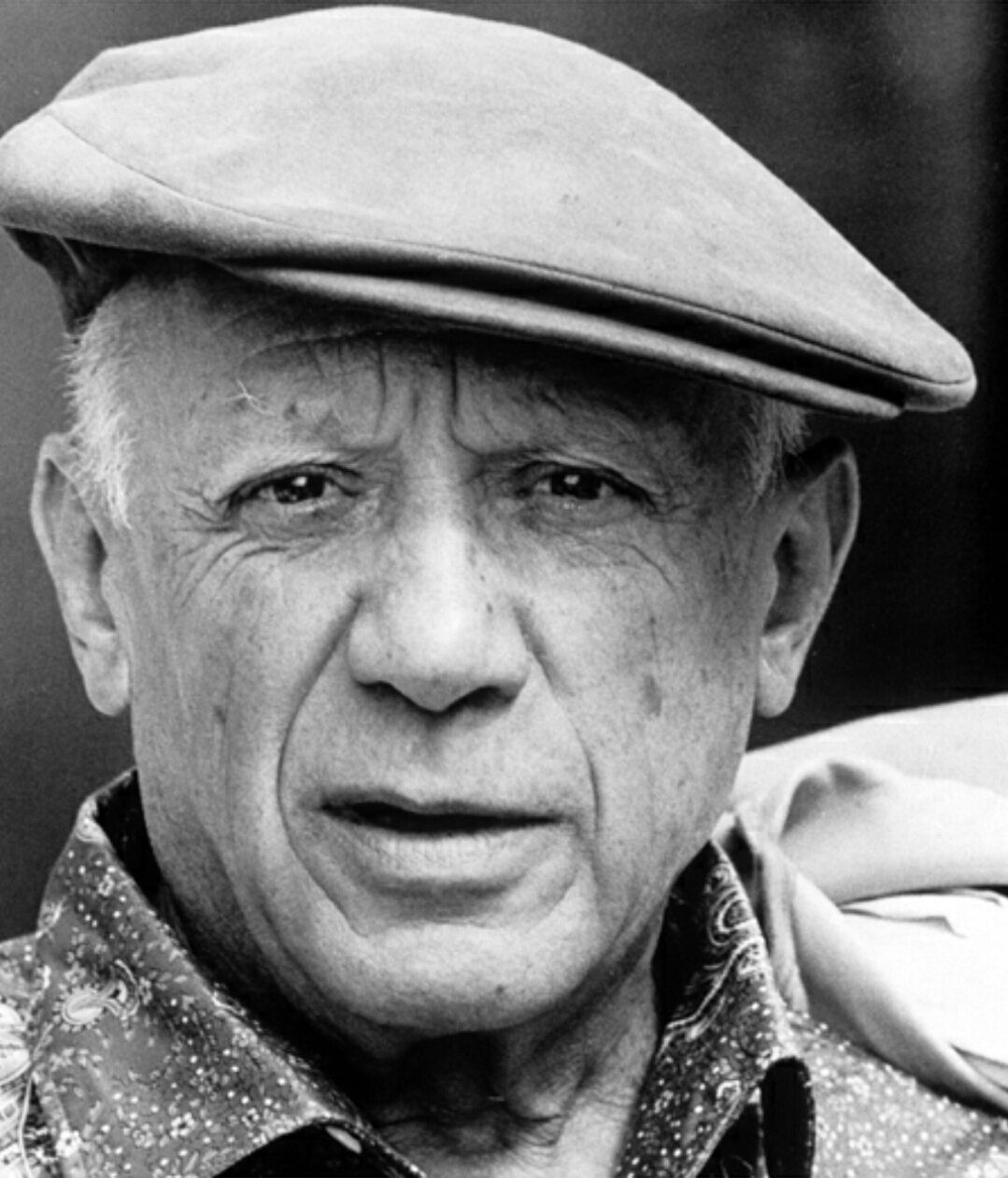
Pablo Picasso (1881–1973)

- Picasso, Paloma (* 1949), spanisch-französische Designerin
- Picaud, Constance (* 1998), französische Fußballtorhüterin
- Picaud, François-Marie (1878–1960), französischer Geistlicher
- Picault, Aude (* 1979), französische Comiczeichnerin und Kinderbuchautorin
- Picault, Émile (1833–1915), französischer Bildhauer
- Picault, Fafà (* 1991), amerikanisch-haitianischer Fußballspieler
- Picault, Lazare († 1748), französischer Entdecker

### Picc
- Piccaneser, Hugo (1833–1863), deutscher Opernsänger (Tenor)
- Piccard, Auguste (1884–1962), Schweizer Wissenschaftler, Physiker und ErfinderAuguste Piccard (1884–1962)

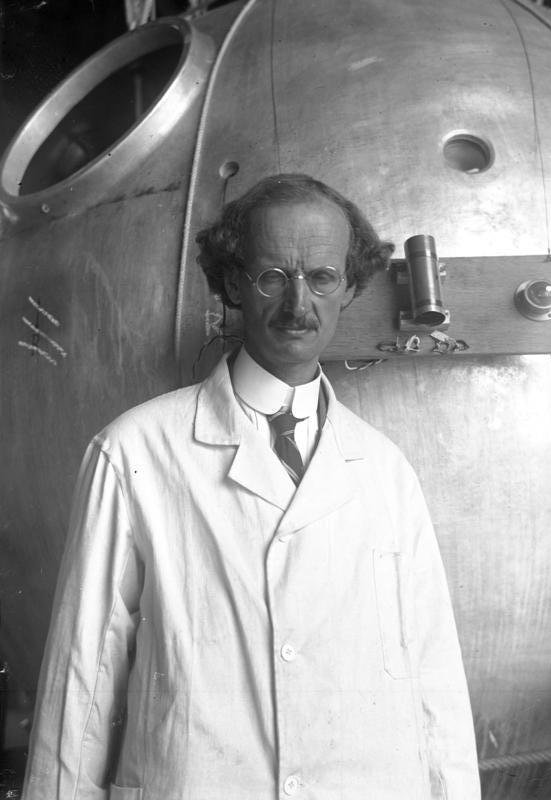
Auguste Piccard (1884–1962)

- Piccard, Bertrand (* 1958), Schweizer Psychiater und Abenteurer
- Piccard, Franck (* 1964), französischer Skirennläufer
- Piccard, Gerhard (1909–1989), deutscher Wasserzeichenforscher
- Piccard, Ian (* 1968), französischer Skirennläufer
- Piccard, Jacques (1922–2008), Schweizer Ozeanograph und Tiefseeforscher
- Piccard, Jean (1884–1963), Schweizer Chemiker
- Piccard, Jeannette (1895–1981), amerikanische Ballonpilotin, erste Frau in der Stratosphäre
- Piccard, Jeff (* 1976), französischer Skirennläufer
- Piccard, John (* 1965), französischer Skirennläufer
- Piccard, Jules (1840–1933), Schweizer Chemiker
- Piccard, Leïla (* 1971), französische Skirennläuferin
- Piccard, Marc (1905–1989), Schweizer Architekt
- Piccard, Paul (1844–1929), Schweizer Maschinenbauingenieur
- Piccard, Roy (* 1993), französischer Skirennläufer
- Piccard, Sophie (1904–1990), Schweizer Mathematikerin
- Piccard, Ted (* 1978), französischer Ski-Cross-Skiläufer
- Piccarde, Pierre (* 1979), Schweizer Sänger, Songwriter und Musikproduzent
- Piccardi, Carlo (1919–1971), italienischer Fußballspieler
- Piccardi, Carlo (* 1942), schweizerischer Musikwissenschaftler
- Piccardi, Giorgio (1895–1972), italienischer Chemiker
- Piccari, Francesco (* 1979), italienischer Tennisspieler
- Piccarreta, Luisa (1865–1947), katholische Mystikerin und Mitglied des Dritten Ordens des Heiligen DominikusLuisa Piccarreta (1865–1947)

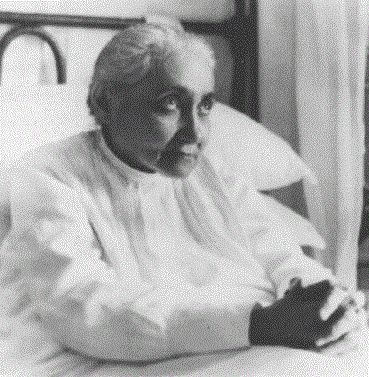
Luisa Piccarreta (1865–1947)

- Piccart, Johann (1540–1584), deutscher lutherischer Theologe und Geistlicher
- Piccart, Michael (1574–1620), deutscher Philosoph, Philologe und Historiker
- Piccaver, Alfred (1884–1958), britischer Opernsänger (Tenor)
- Picchi, Armando (1935–1971), italienischer Fußballspieler und -trainer
- Picchi, Giovanni († 1643), italienischer Lautenist, Organist und Komponist
- Picchi, Guerino Dominique (1915–1997), italienischer Apostolischer Vikar des Apostolischen Vikariats von Aleppo in Syrien
- Picchi, Luigi (1899–1970), italienischer Organist, Komponist und Musikpädagoge
- Picchinenna, Domenico (1912–2004), italienischer Geistlicher, römisch-katholischer Erzbischof von Catania
- Picchio, Riccardo (1923–2011), italienischer Sprachwissenschaftler und Slawist
- Picciati, Giuseppe (1868–1908), italienischer Mathematiker und theoretischer Physiker
- Piccin, Alfonso (1901–1932), italienischer Radrennfahrer
- Piccin, Edward (* 1971), Schweizer Schauspieler, Sprecher und SängerEdward Piccin (* 1971)

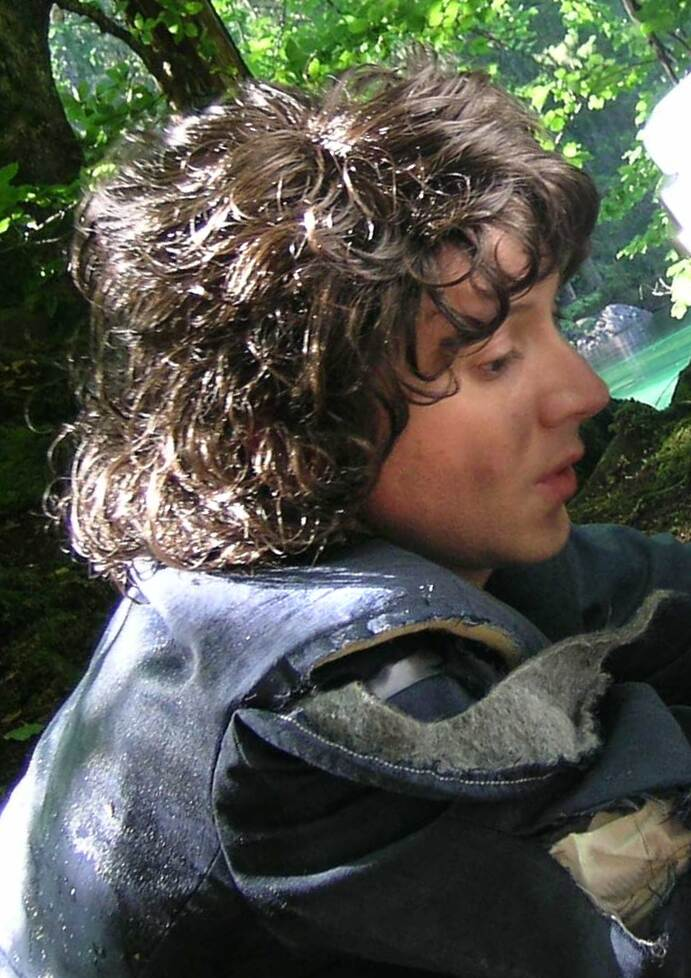
Edward Piccin (* 1971)

- Piccinelli, Bernardino Maria Dino (1905–1984), italienischer Ordensgeistlicher, römisch-katholischer Weihbischof in Ancona und Numana
- Piccini, Andrea (* 1978), italienischer Rennfahrer
- Piccini, Augusto (1854–1905), italienischer Chemiker
- Piccini, Cristiano (* 1992), italienischer Fußballspieler
- Piccini, Giacomo, italienischer Grafiker, Kupferstecher und Radierer
- Piccini, Isabella (1644–1734), venezianische Nonne und Kupferstecherin
- Piccinini, Alessandro (* 1566), italienischer Lautenist, Theorbenspieler und Komponist
- Piccinini, Amelia (1917–1979), italienische Leichtathletin
- Piccinini, Bonifácio (1929–2020), brasilianischer Ordensgeistlicher, römisch-katholischer Erzbischof von Cuiabá
- Piccinini, Francesca (* 1979), italienische Volleyball-Nationalspielerin
- Piccinini, Macarena (* 1993), argentinische Handballspielerin
- Piccinini, Marco (* 1952), italienisch-monegassischer Motorsportfunktionär, Banker und Politiker
- Piccinini, Patricia (* 1965), australische Künstlerin
- Piccinino, Bianca Maria (* 1924), italienische Journalistin, Fernsehmoderatorin und Autorin
- Piccinino, Niccolò († 1444), italienischer Condottiere
- Piccinni, Louis Alexandre (1779–1850), französischer Komponist
- Piccinni, Niccolò (1728–1800), italienischer Komponist der KlassikNiccolò Piccinni (1728–1800)

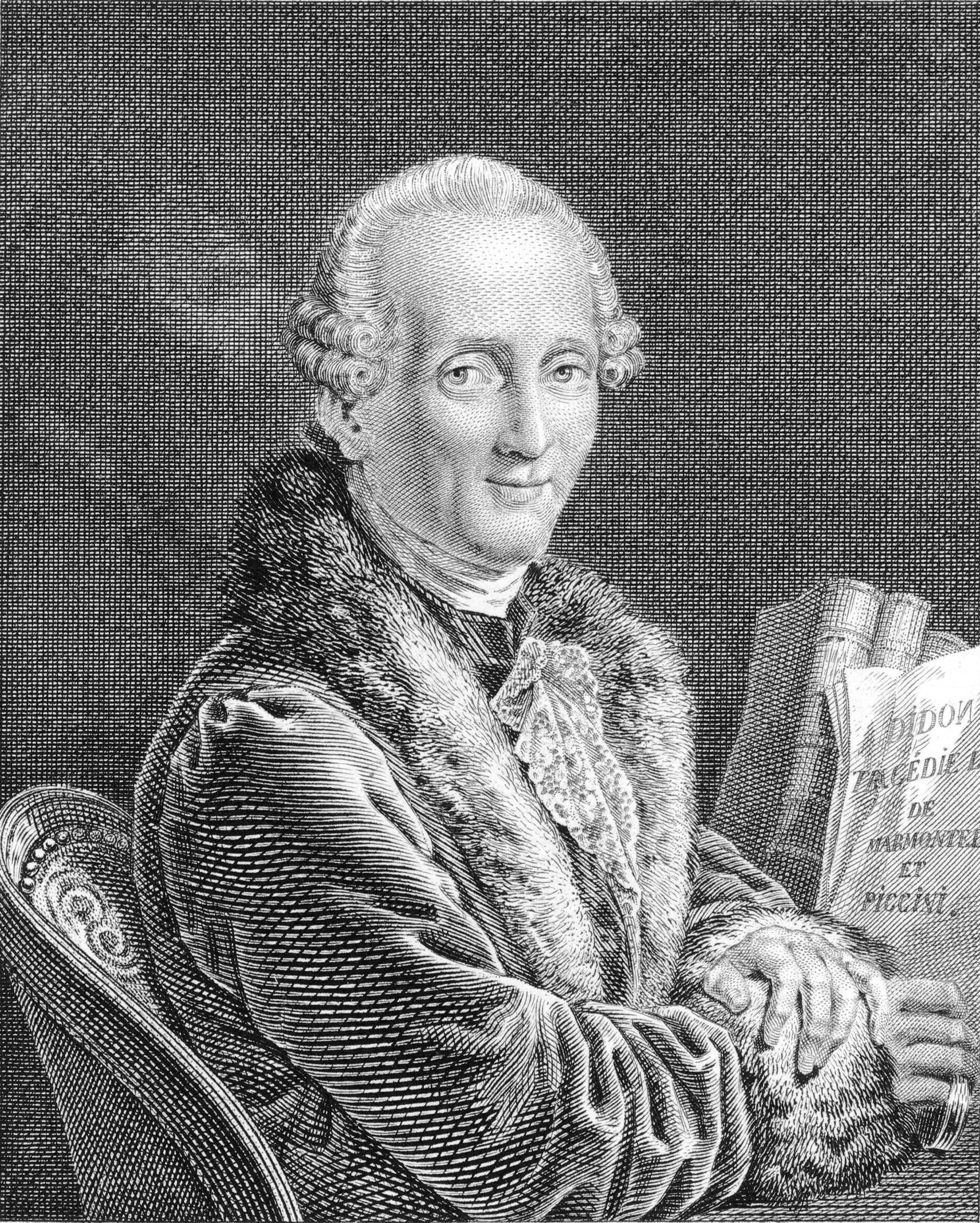
Niccolò Piccinni (1728–1800)

- Piccinonna, Vito (* 1977), italienischer römisch-katholischer Geistlicher und Bischof von Rieti
- Piccinotti, Giordano (* 1975), italienischer römisch-katholischer Ordensgeistlicher, Kurienerzbischof
- Piccio, Pier Ruggero (1880–1965), italienischer Jagdflieger im Ersten Weltkrieg
- Piccioli, Bryan (* 1989), US-amerikanischer Pokerspieler
- Piccioli, Evelina (1888–1974), italienische Karmelitin, Klosteroberin und Klostergründerin
- Piccioli, Gianfranco (1944–2022), italienischer Filmproduzent und -regisseur sowie Drehbuchautor
- Piccioli, Giovanni Battista (* 1957), italienischer Geistlicher, römisch-katholischer Bischof von Daule
- Piccioli, Mario (1926–2010), italienischer Überlebender der Konzentrationslager Mauthausen, Ebensee und Linz III
- Piccione, Clivio (* 1984), monegassischer Autorennfahrer
- Piccione, Paolo (* 1964), italienischer Mathematiker
- Piccionelli, Gregory, US-amerikanischer Rechtsanwalt
- Piccioni, Attilio (1892–1976), italienischer Politiker, Mitglied der Camera dei deputati
- Piccioni, Enrico (* 1961), italienischer Fußballspieler und -trainer
- Piccioni, Fabio (* 1938), italienischer Filmregisseur und Drehbuchautor
- Piccioni, Giuseppe (* 1953), italienischer Filmregisseur und Drehbuchautor
- Piccioni, Oreste (1915–2002), italienischer Physiker
- Piccioni, Piero (1921–2004), italienischer Filmkomponist und Anwalt
- Picciotto Fargion, Liliana (* 1947), italienische Politikwissenschaftlerin und Historikerin
- Picciotto, Concepcion (1935–2016), spanische Friedensaktivistin und Gegnerin von Atomwaffen
- Picciotto, Danielle de (* 1965), US-amerikanische MultimediakünstlerinDanielle de Picciotto (* 1965)

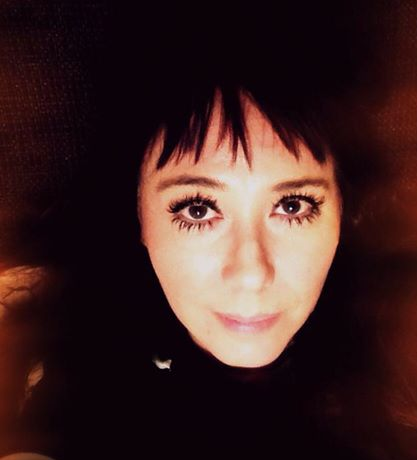
Danielle de Picciotto (* 1965)

- Picciotto, Edgar de (1929–2016), libanesisch-schweizerischer Bankier
- Piccirilli, Tom (1965–2015), US-amerikanischer Schriftsteller
- Piccirillo, Hervé (* 1967), französischer Fußballschiedsrichter
- Piccirillo, Lisa, US-amerikanische Mathematikerin
- Piccirillo, Michele (* 1970), italienischer Boxer
- Picco, deutscher DJ
- Picco, Costanzo (1917–2009), italienischer Offizier und Skisportler
- Picco, Eugenia (1867–1921), italienische römisch-katholische Ordensfrau und Ordensgründerin, Selige
- Picco, Giovanni (1896–1984), italienischer Geistlicher und römisch-katholischer Weihbischof in Vercelli
- Picco-Rückert, Ria (1900–1966), deutsche Malerin
- Piccoli, Flaminio (1915–2000), italienischer Politiker, Mitglied der Camera dei deputati, MdEP
- Piccoli, Mariano (* 1970), italienischer Radrennfahrer
- Piccoli, Michel (1925–2020), französischer SchauspielerMichel Piccoli (1925–2020)

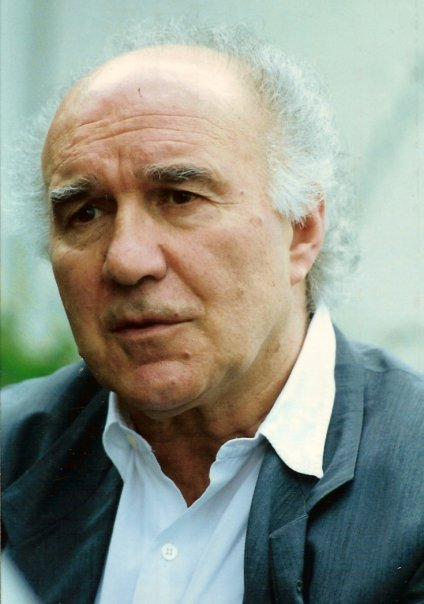
Michel Piccoli (1925–2020)

- Piccoli, Roberto (* 2001), italienischer Fußballspieler
- Piccolo, Alessandro (* 1951), italienischer Agrarwissenschaftler an der Universität Neapel
- Piccolo, Andrea (* 2001), italienischer Radrennfahrer
- Piccolo, Antonio (* 1988), italienischer Fußballspieler
- Piccolo, Brian (1943–1970), US-amerikanischer Footballspieler
- Piccolo, Felice (* 1983), italienischer Fußballspieler
- Piccolo, Fruttuoso (* 1953), italienisch-deutscher Schriftsteller
- Piccolo, Ottavia (* 1949), italienische Schauspielerin
- Piccolo, Renato (* 1962), italienischer Radrennfahrer
- Piccolo, Salvatore (* 1959), italienischer Archäologe und Autor
- Piccolo, Steve (* 1954), US-amerikanisch-italienischer Performance- und Klangkünstler, Übersetzer, Musiker und Bassist
- Piccolomini d’Aragona, Costanza (1553–1610), italienische Adlige
- Piccolomini Todeschini, Andrea (1445–1505), italienischer Adeliger
- Piccolomini, Alessandro (1508–1578), italienischer Dichter, Philosoph und Astronom
- Piccolomini, Ascanio II. (1596–1671), Erzbischof von Siena
- Piccolomini, Caterina, italienische Adelige
- Piccolomini, Celio (1609–1681), Bischof und Kardinal
- Piccolomini, Enea Silvio (1653–1673), Herzog von Amalfi, Reichsfürst, Besitzer der ostböhmischen Herrschaft Náchod
- Piccolomini, Enea Silvio (1709–1768), italienischer Kardinal
- Piccolomini, Francesco (1523–1607), italienischer Philosoph und Professor
- Piccolomini, Francesco (1582–1651), Generaloberer der Societas Jesu (Jesuitenorden)
- Piccolomini, Giacomo (1795–1861), italienischer Kardinal der Römischen Kirche
- Piccolomini, Giovanni (1475–1537), Kardinal der katholischen Kirche
- Piccolomini, Giovanni Battista († 1637), römisch-katholischer Geistliche
- Piccolomini, Giovanni Pompeo (1694–1765), Herzog von Amalfi und Graf von Celano sowie Herr der ostböhmischen Herrschaft Náchod
- Piccolomini, Giovanni Venceslao († 1742), Herzog von Amalfi, Reichsfürst und Herr der Herrschaft Náchod in Ostböhmen
- Piccolomini, Giuseppe Parille (1751–1783), Herzog von Amalfi, Reichsfürst, Graf von Cellano bzw. Villa nuova sowie Herr der Herrschaft Náchod in Ostböhmen
- Piccolomini, Joseph Silvio Max (1623–1645), Oberst eines kaiserlichen Kürassierregiments
- Piccolomini, Laudomia († 1445), italienische Adelige
- Piccolomini, Lorenzo (1656–1714), Herzog von Amalfi, Reichsfürst und Herr der Herrschaft Náchod in Ostböhmen
- Piccolomini, Ottavio (1599–1656), italienischer Adliger, General im Dreißigjährigen KriegOttavio Piccolomini (1599–1656)

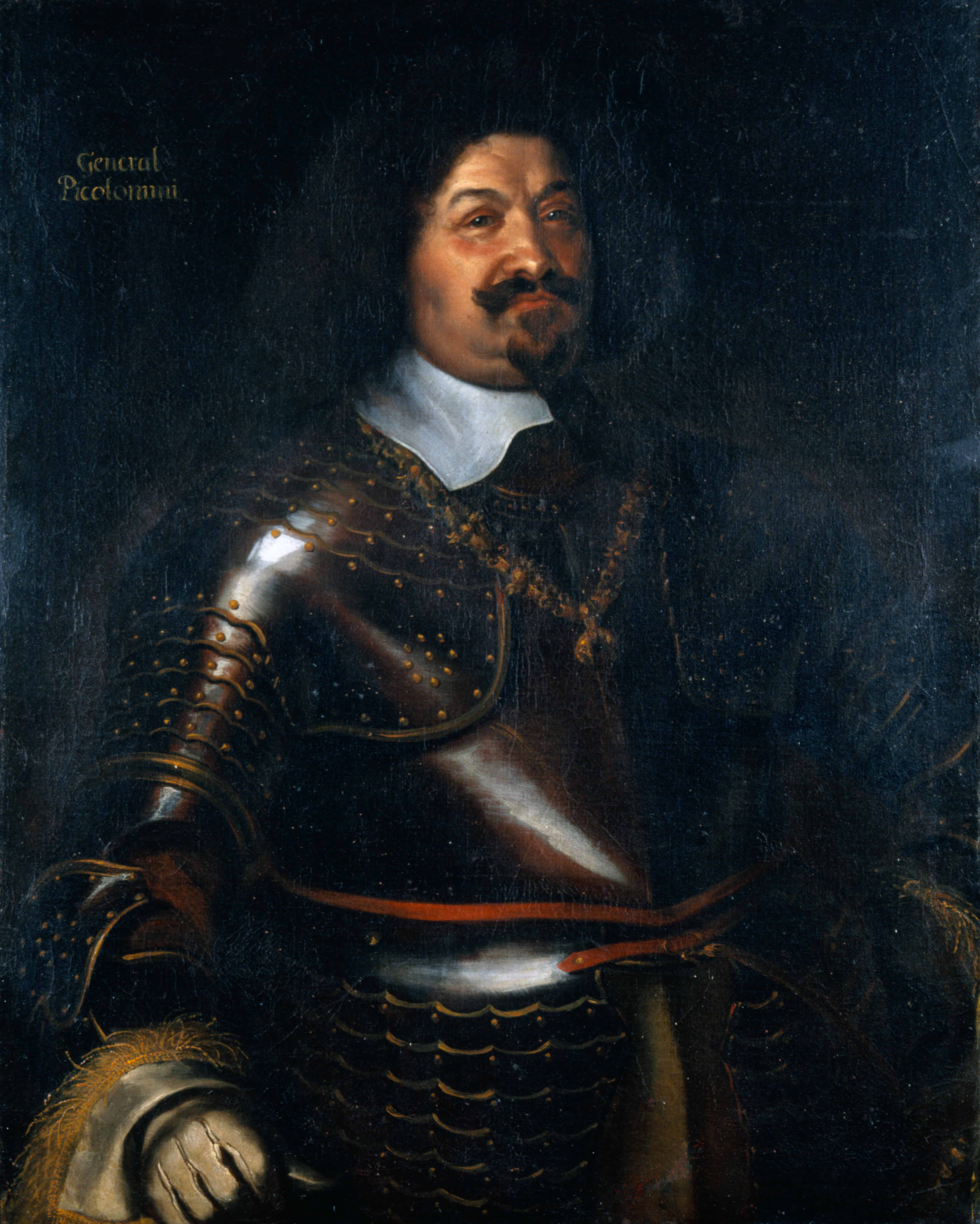
Ottavio Piccolomini (1599–1656)

- Piccolomini, Ottavio (1698–1757), Herzog von Amalfi, kaiserlicher General, Reichsfürst und Herr der Herrschaft Nachod in Ostböhmen
- Piccolomo, Giovanni (* 1994), brasilianischer Fußballspieler
- Piccolruaz, Michael (* 1995), italienischer Sportkletterer
- Piccon, Elio (1925–1988), italienischer Dokumentarfilmer, Drehbuchautor und Kameramann
- Piccotti, Erica (* 1999), italienische Cellistin
- Piccottini, Gernot (1941–2018), österreichischer Provinzialrömischer Archäologe und Epigraphiker

### Pice
- Picek, Vlastimil (* 1956), tschechischer General
- Picerni, Paul (1922–2011), US-amerikanischer Schauspieler

### Pich
- Pich i Santasusana, Joan (1911–1999), spanischer Dirigent, Cellist, Komponist und Musikpädagoge
- Pich, Elizabeth (* 1989), deutsch-amerikanische Comiczeichnerin
- Pich, Hugo (* 1882), deutscher Pfarrer
- Pich, Róbert (* 1988), slowakischer Fußballspieler
- Pich, Sopheap (* 1971), kambodschanischer Bildhauer und Installationskünstler
- Picha (* 1942), belgischer Cartoonzeichner und Filmregisseur
- Picha Autra (* 1996), thailändischer Fußballspieler
- Picha, Adelheid (* 1949), österreichische Schauspielerin
- Pícha, František (1893–1964), tschechischer Komponist, Musikpädagoge und Volksliedsammler
- Picha, Hermann (1865–1936), deutscher Schauspieler
- Pícha, Mořic (1869–1956), Bischof von Königgrätz
- Pichai Thongwilas (* 1994), thailändischer Fußballspieler
- Pichai, Sundar (* 1972), US-amerikanischer Manager und CEO von Google LLC indischer HerkunftSundar Pichai (* 1972)

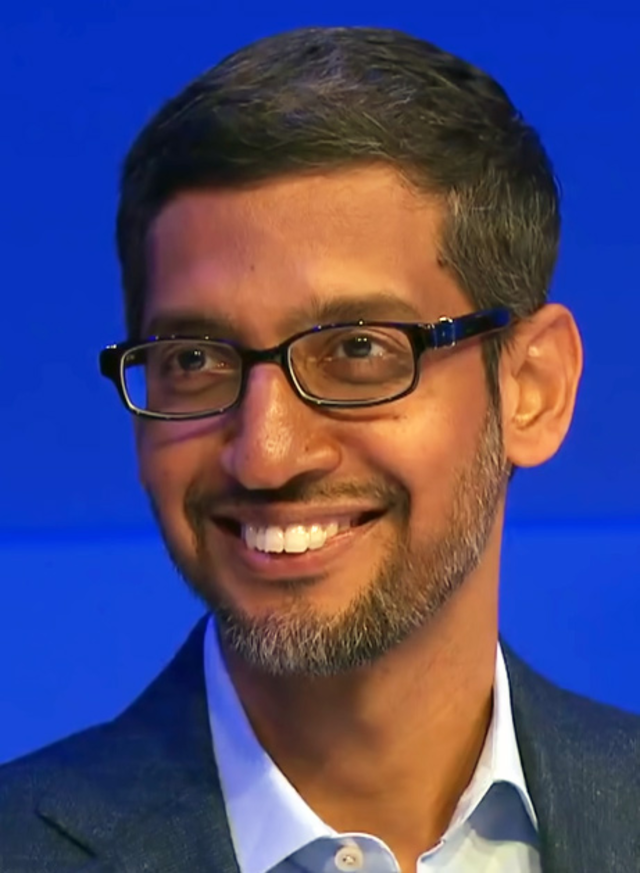
Sundar Pichai (* 1972)

- Pichaljonok, Oleksandr (* 1997), ukrainischer Fußballspieler
- Pichard, Adrien (1790–1841), Schweizer Architekt
- Pichard, Alain (* 1955), Schweizer Lehrer, Gewerkschafter (VPOD) und Kommunalpolitiker (GLP)
- Pichard, Georges (1920–2003), französischer Comiczeichner
- Pichard, Louis (1897–1974), französischer Autorennfahrer
- Pichardo Pagaza, Ignacio (1935–2020), mexikanischer Politiker und Diplomat
- Pichardo Peralta, Manuel Serafín (1865–1937), kubanischer Verleger und Botschafter
- Pichardo, Pedro (* 1993), kubanischer Dreispringer
- Piché, Bernard (1908–1989), kanadischer Organist, Komponist und Musikpädagoge
- Piché, Doris (* 1965), kanadische Badmintonspielerin
- Piché, Jean (* 1951), kanadischer Komponist, Multimediakünstler und Musikpädagoge
- Piché, Joseph (1877–1939), kanadischer Organist und Musikpädagoge
- Piché, Lee Anthony (* 1958), US-amerikanischer Geistlicher, emeritierter Weihbischof in Saint Paul and Minneapolis
- Piche, Lothar (1926–2018), deutscher Politiker (DSU), MdV
- Piché, Paul (1909–1992), kanadischer Ordensgeistlicher, römisch-katholischer Bischof von Mackenzie-Fort Smith
- Piché, Robert (* 1952), kanadischer PilotRobert Piché (* 1952)

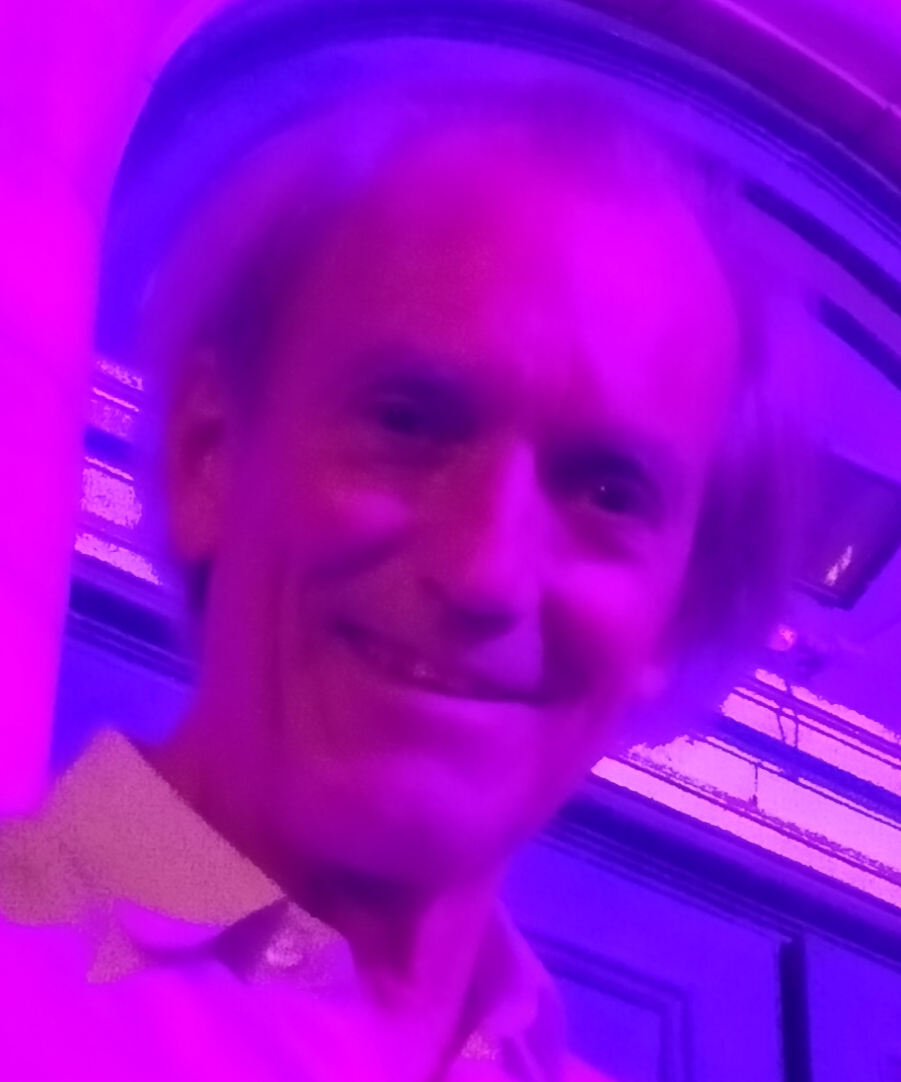
Robert Piché (* 1952)

- Piché, Sébastien (* 1988), kanadischer Eishockeyspieler
- Pichegru, Jean-Charles (1761–1804), französischer General der Revolutionskriege
- Pichel, Alfred (1896–1977), deutscher Grafiker und Maler
- Pichel, Irving (1891–1954), US-amerikanischer Schauspieler und Filmregisseur
- Pichelmann, Karl (* 1956), österreichischer Ökonom und Autor
- Pichelmayer, Karl (1868–1914), österreichischer Elektrotechniker
- Pichelt, Dorothea (1790–1824), deutsche Freiheitskämpferin unter napoleonischer Fremdherrschaft
- Pichen, Ansgar (1913–1945), polnischer Leiter der Lagerküche im KZ Bergen-BelsenAnsgar Pichen (1913–1945)

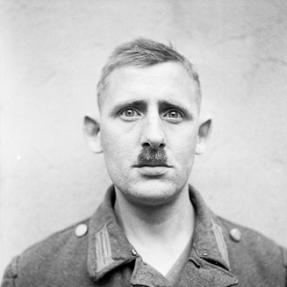
Ansgar Pichen (1913–1945)

- Picher Peña, Eduardo (1920–2002), peruanischer römisch-katholischer Geistlicher, Militärerzbischof von Peru
- Picheral, Jean-François (1934–2024), französischer Politiker
- Pichert, Gabriella (* 1953), Schweizer Ärztin und Genetikerin
- Pichert, Martin (1896–1989), deutscher Filmproduktionsleiter und Filmproduzent
- Pichet Sadien (* 1979), thailändischer Fußballspieler
- Pichet Suphomuang (* 1988), thailändischer Fußballtrainer
- Pichet, Claire, französische Sängerin (Sopran)
- Pichet, Éric (* 1960), französischer Wirtschaftswissenschaftler und Hochschullehrer
- Pichette, Dave (* 1960), kanadischer Eishockeyspieler
- Pichette, Henri (1924–2000), französischer Dramatiker
- Pichette, Jean (* 1963), kanadischer Eisschnellläufer und Shorttracker
- Pichetto Fratin, Gilberto (* 1954), italienischer Politiker
- Pichetto, Miguel Ángel (* 1950), argentinischer Politiker
- Pichichi (1892–1922), spanischer FußballspielerPichichi (1892–1922)

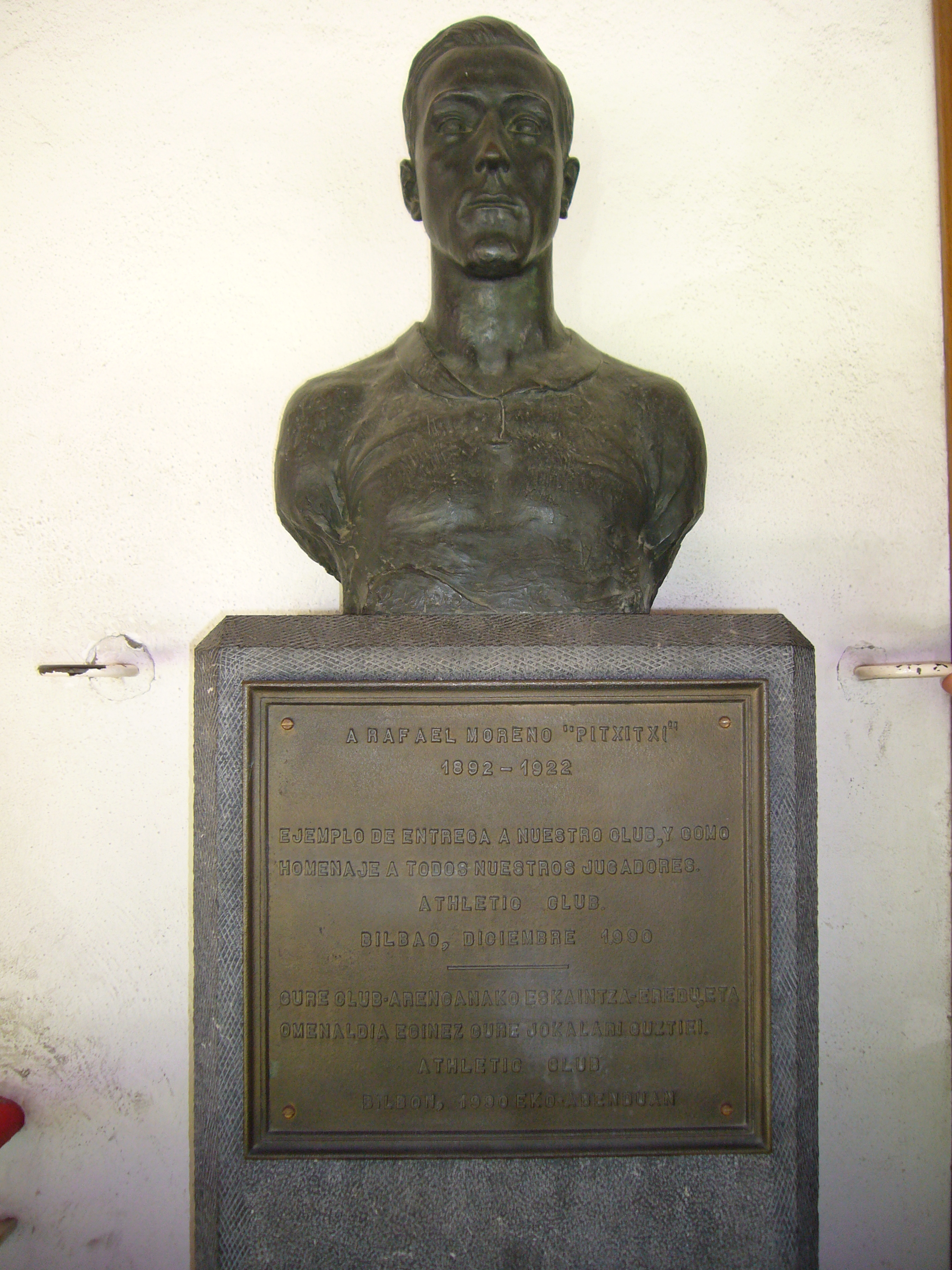
Pichichi (1892–1922)

- Pichier, Theodor (1889–1974), deutscher Verwaltungsjurist
- Pichierri, Giovanni Battista (1943–2017), italienischer Geistlicher, römisch-katholischer Erzbischof von Trani-Barletta-Bisceglie-Nazareth
- Pichini, Mauro (1978–2012), argentinischer Autorennfahrer
- Pichinot, Nils (* 1989), deutscher Fußballspieler
- Pichio, Ernest (1826–1893), französischer Künstler
- Pichit Jaibun (* 1986), thailändischer Fußballspieler
- Pichit Kesaro (* 1987), thailändischer Fußballspieler
- Pichitchai Sienkrthok (* 2003), thailändischer Fußballspieler
- Pichitphong Choeichiu (* 1982), thailändischer Fußballspieler
- Pichl, Alexandra (* 1978), deutsche Politikerin (Bündnis 90/Die Grünen)
- Pichl, Alois (1782–1856), österreichischer Architekt
- Pichl, Bernhard (* 1966), deutscher Jazzpianist
- Pichl, Berta (1890–1966), österreichische Lehrerin und Politikerin (CSP), Mitglied des Bundesrates
- Pichl, Eduard (1872–1955), österreichischer Alpinist, Bergsteiger und Ideologe
- Pichl, Josef (1914–1996), deutscher Jurist und Kommunalpolitiker
- Pichl, Maximilian (* 1987), deutscher Politikwissenschaftler und Hochschullehrer
- Pichl, Thomas (* 1982), österreichischer Tennisspieler
- Pichl, Václav (1741–1805), tschechischer Geiger und Komponist
- Pichler Rolle, Elmar (* 1960), italienischer Politiker (Südtirol)
- Pichler, Adam (1907–1988), österreichischer Kaufmann und Politiker (SPÖ), Abgeordneter zum Nationalrat
- Pichler, Adolf (1819–1900), österreichischer Schriftsteller und NaturwissenschaftlerAdolf Pichler (1819–1900)

Adolf Pichler (1819–1900)

- Pichler, Alfred (1913–1992), jugoslawischer Geistlicher, Bischof von Banja Luka
- Pichler, Aloys (1833–1874), katholischer Kirchenschriftsteller und Priester
- Pichler, Andreas (* 1967), italienischer Regisseur (Südtirol)
- Pichler, Andreas (* 1981), österreichischer Jazz- und Improvisationsmusiker
- Pichler, Andy (* 1955), österreichischer Fußballspieler und -trainer
- Pichler, Anita (1948–1997), italienische Schriftstellerin
- Pichler, Anja (* 1999), österreichische Schauspielerin
- Pichler, Anton (1697–1779), deutsch-italienischer Gemmenschneider
- Pichler, Anton Andreas (1770–1823), österreichischer Buchhändler und Verleger
- Pichler, August (1771–1856), österreichisch-deutscher Schauspieler und Schauspieldirektor
- Pichler, August (1817–1888), österreichischer Theaterschauspieler und Komiker
- Pichler, Benedikt (* 1997), österreichischer FußballspielerBenedikt Pichler (* 1997)

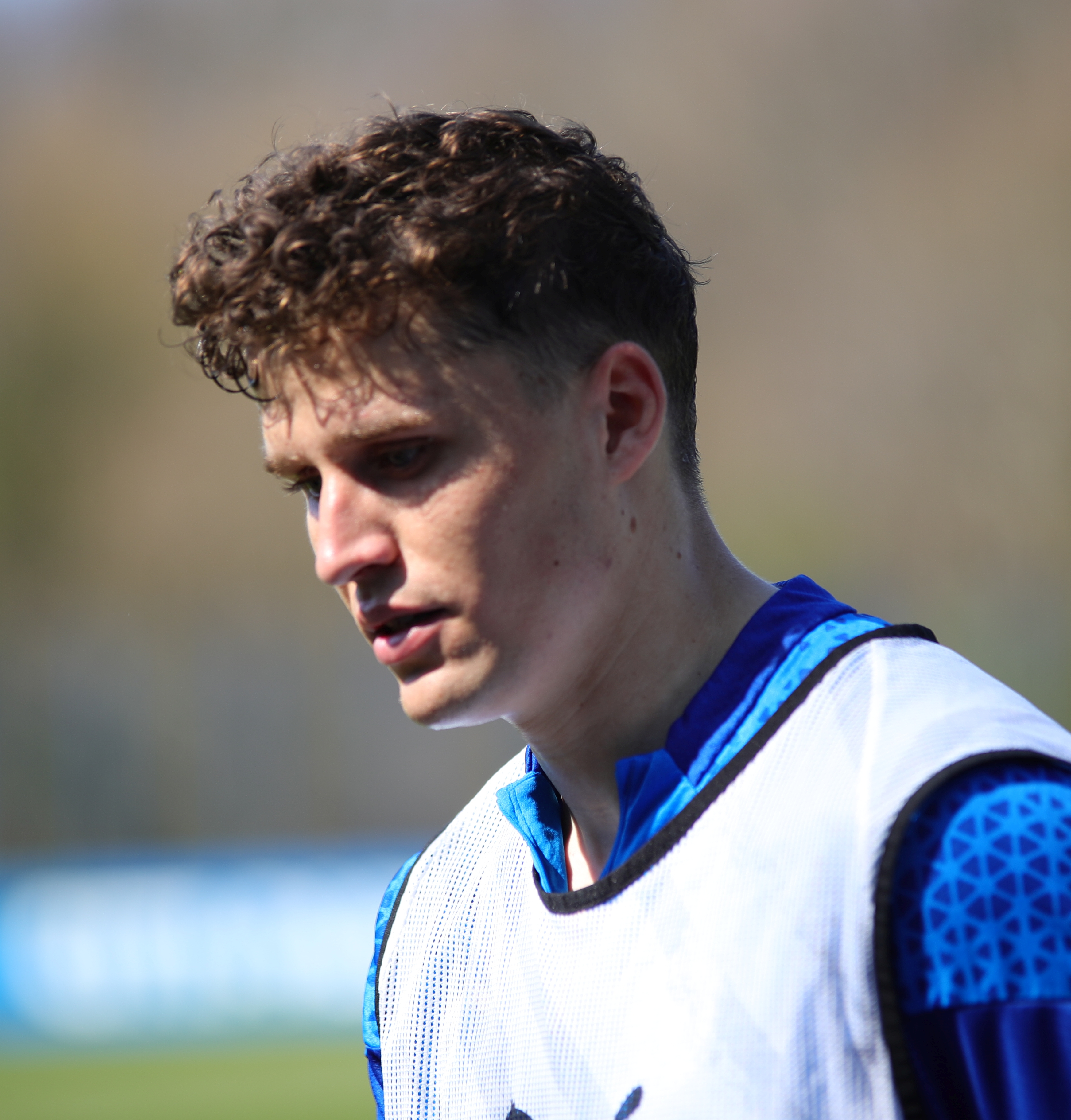
Benedikt Pichler (* 1997)

- Pichler, Bernd (* 1969), deutscher biomedizinischer Ingenieur
- Pichler, Carl (1821–1893), österreichischer Opernsänger (Bariton)
- Pichler, Caroline (1769–1843), österreichische Schriftstellerin, Lyrikerin und Kritikerin
- Pichler, Cathrin (1946–2012), österreichische Kunstvermittlerin und Kuratorin
- Pichler, Chris (* 1969), österreichische Schauspielerin
- Pichler, Claudia (* 1985), deutsche Kabarettistin
- Pichler, David (1820–1884), österreichischer Gutsbesitzer und Politiker, Landtagsabgeordneter
- Pichler, David (* 1968), US-amerikanischer Wasserspringer
- Pichler, David (* 1996), österreichischer Tennisspieler
- Pichler, Dennis (* 2005), österreichischer Fußballspieler
- Pichler, Dominik (* 1976), deutscher Politiker (SPD), Bürgermeister von Kevelaer
- Pichler, Eduard (1848–1928), österreichischer Postmeister, Gutsbesitzer und Politiker
- Pichler, Erika (* 1940), österreichische Hebamme und Naturheilkundlerin
- Pichler, Franz (1804–1873), Theaterschauspieler und Komiker
- Pichler, Franz (1808–1891), österreichischer Buchhändler und Verleger
- Pichler, Franz (1866–1919), österreichischer Ingenieur und Erfinder
- Pichler, Franz (1920–1982), österreichischer Metallarbeiter und Politiker (SPÖ), Landtagsabgeordneter, Abgeordneter zum Nationalrat
- Pichler, Franz (* 1936), österreichischer Systemtheoretiker und Mathematiker
- Pichler, Franz (* 1939), italienischer Bildhauer und Grafiker (Südtirol)
- Pichler, Franz Seraph von (1852–1927), deutscher katholischer Geistlicher und Politiker, MdR
- Pichler, Georg (* 1959), österreichischer Schriftsteller
- Pichler, Gerhard (1939–2004), österreichischer Bauingenieur und Lehrstuhlinhaber
- Pichler, Giovanni (1734–1791), deutsch-italienischer Gemmenschneider
- Pichler, Gumberta (1911–1945), österreichische Steyler Missionsschwester und Märtyrin
- Pichler, Günter (* 1940), österreichischer Dirigent, Geiger und Hochschullehrer
- Pichler, Gusti (1893–1978), österreichische Tänzerin
- Pichler, Hannes, italienischer Naturbahnrodler und heutiger Trainer
- Pichler, Hannes (* 1986), italienisch-österreichischer Physiker
- Pichler, Hans (1931–2024), deutscher Mineraloge, Geologe und Vulkanologe
- Pichler, Harald (* 1987), österreichischer Fußballspieler
- Pichler, Heinrich (1849–1925), österreichischer Politiker (CSP), Abgeordneter zum Nationalrat
- Pichler, Heinz Stefan (* 1957), österreichischer Erwachsenenbildner
- Pichler, Helmut (1904–1974), österreichisch-deutscher Chemiker
- Pichler, Helmut (1947–2013), österreichischer Musiker
- Pichler, Herbert (1921–2018), österreichischer Arzt und Kommentator
- Pichler, Herbert H. (1964–2021), deutsch-österreichischer Vertreter behinderter Menschen in Österreich
- Pichler, Joe (* 1987), US-amerikanischer Schauspieler
- Pichler, Johann (1877–1949), österreichischer Zahnarzt und Kieferchirurg
- Pichler, Johann (1899–1939), österreichischer Zeuge Jehovas
- Pichler, Johann Conrad Melchior, österreichischer Komponist
- Pichler, Johann Peter († 1807), österreichischer Mezzotintokünstler und Bildnisstecher
- Pichler, Johannes W. (* 1947), österreichischer Jurist, Professor der Rechtswissenschaften
- Pichler, Josef (1765–1854), Jäger und Bergführer
- Pichler, Josef (1869–1927), österreichischer Gastwirt, Bürgermeister und Politiker
- Pichler, Josef (1883–1961), österreichischer Politiker (CS), Abgeordneter zum Nationalrat
- Pichler, Josef (1930–2017), österreichischer Politiker (SPÖ), Landtagsabgeordneter
- Pichler, Josef (* 1958), österreichischer Ordensgeistlicher, Komponist und Textdichter
- Pichler, Josef (* 1967), österreichischer katholischer Fundamentaltheologe
- Pichler, Joseph (1730–1808), österreichischer Maler
- Pichler, Jürgen (* 1961), deutscher Schachspieler
- Pichler, Karl Ludwig (1830–1911), deutscher Anglist und Romanist
- Pichler, Karoline (* 1994), italienische Skirennläuferin
- Pichler, Katharina (* 1972), österreichische Schauspielerin
- Pichler, Leonie (* 1984), deutsche Autorin und Dramatikerin
- Pichler, Lorenz (* 1977), österreichischer Musiker und Kabarettist
- Pichler, Lotte (* 1933), deutsche Umweltaktivistin, Alpinistin und Sportfunktionärin
- Pichler, Luca (* 1998), österreichischer Fußballspieler
- Pichler, Luigi (1773–1854), deutsch-italienischer Gemmenschneider
- Pichler, Manuel (* 1982), österreichischer Fußballspieler
- Pichler, Matthias (* 1981), österreichischer Jazzmusiker
- Pichler, Max (1860–1912), Opernsänger (Tenor) und Gesangspädagoge
- Pichler, Meinrad (* 1947), österreichischer Lehrer und Historiker
- Pichler, Michael (* 1982), österreichischer Radrennfahrer
- Pichler, Monika (* 1961), österreichische Künstlerin
- Pichler, Nico (* 1998), österreichischer Fußballspieler
- Pichler, Norbert (* 1938), österreichischer Politiker (SPÖ), Mitglied des Bundesrates
- Pichler, Oskar (1826–1865), deutscher Architekt
- Pichler, Pepo (* 1948), österreichischer bildender Künstler
- Pichler, Peter (* 1961), deutscher Illustrator, Grafikdesigner und Künstler
- Pichler, Peter (* 1967), deutscher Musiker, Komponist und ProduzentPeter Pichler (* 1967)

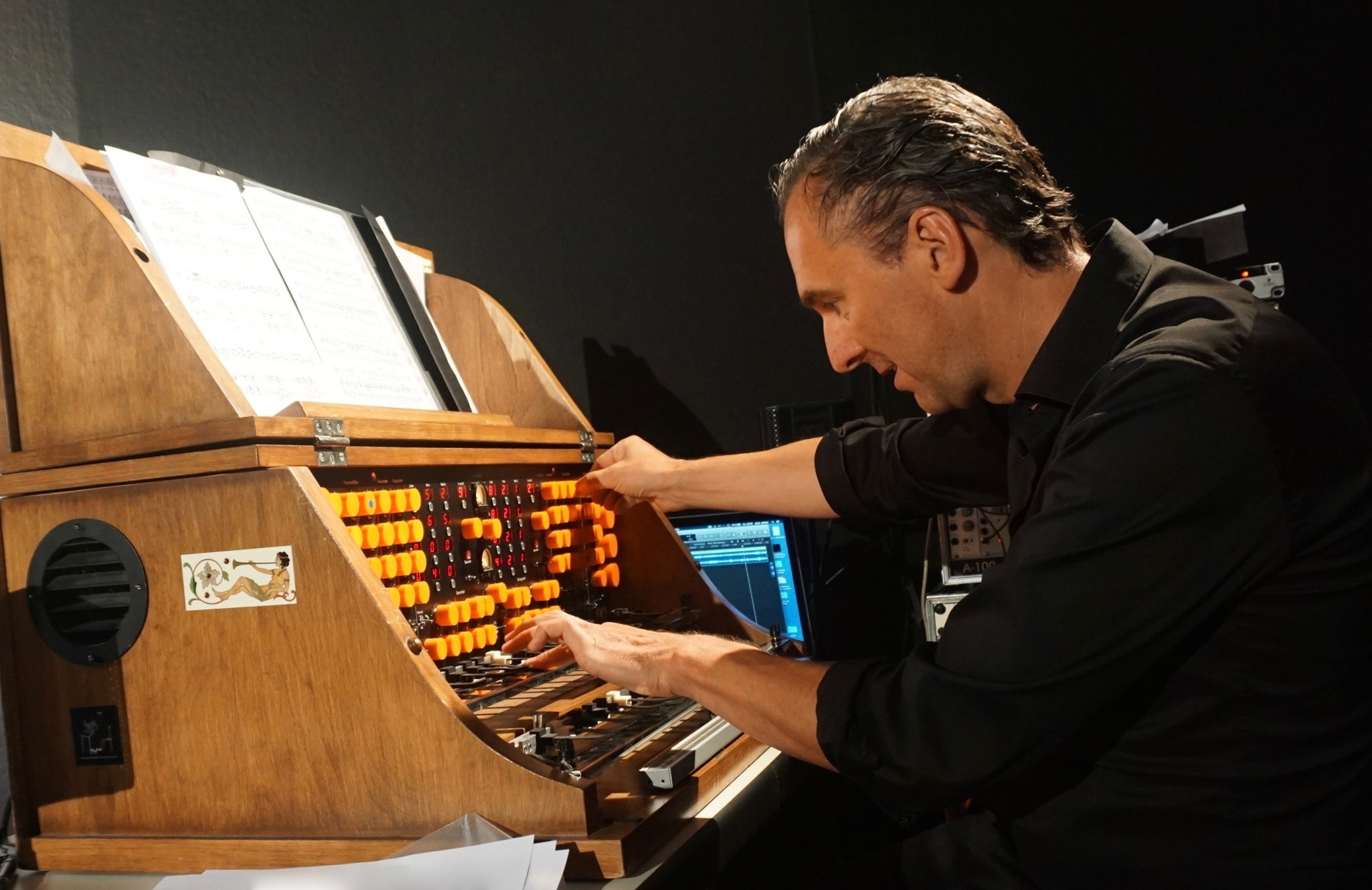
Peter Pichler (* 1967)

- Pichler, Peter (* 1969), österreichischer Radrennfahrer
- Pichler, Placidus Maria (1722–1796), deutscher Benediktinerpriester und Organist
- Pichler, Ralph (* 1954), Schweizer Bobfahrer
- Pichler, Renate (1937–2019), deutsche Synchron- sowie Hörspielsprecherin, Schauspielerin und Sängerin
- Pichler, Rudolf (1930–2011), österreichischer Fußball-Nationalspieler
- Pichler, Rudolf Johann (1856–1925), österreichischer Komponist und Schriftsteller
- Pichler, Rudolf Matthias (1874–1950), österreichischer Techniker, Maler und Denkmalpfleger
- Pichler, Sascha (* 1986), österreichischer Fußballspieler und -trainer
- Pichler, Siegfried (* 1952), österreichischer Gewerkschaftsfunktionär und Politiker (SPÖ), Landtagsabgeordneter
- Pichler, Sigismund (1603–1668), deutscher Philosoph
- Pichler, Simon (* 1956), österreichischer Kabarettist
- Pichler, Stefan (1911–1944), österreichischer Maler
- Pichler, Stefan (* 1957), deutscher Airline- und Touristikmanager
- Pichler, Theodor (1835–1887), württembergischer Oberamtmann
- Pichler, Theresa, österreichische Journalistin und Stylistin
- Pichler, Thomas (1828–1903), österreichischer Botaniker
- Pichler, Thomas (* 1964), österreichischer Musiker und Aktionskünstler
- Pichler, Thomas (* 1966), österreichischer Physiker
- Pichler, Thomas (* 1985), italienischer Eishockeyspieler
- Pichler, Toni (* 1963), österreichischer Fußballfunktionär
- Pichler, Traudel (1941–2002), österreichische Malerin und Hochschullehrerin
- Pichler, Ute (* 1975), österreichische Fernsehmoderatorin
- Pichler, Vitus (1670–1736), Jesuit, Kirchenrechtler und Kontroverstheologe
- Pichler, Walter (1936–2012), österreichischer Bildhauer, Objekt- und Installationskünstler
- Pichler, Walter (* 1959), deutscher Biathlet und Biathlontrainer
- Pichler, Wilhelm (1862–1938), österreichischer römisch-katholischer Geistlicher und Religionslehrer
- Pichler, Wolfgang (* 1955), deutscher BiathlontrainerWolfgang Pichler (* 1955)

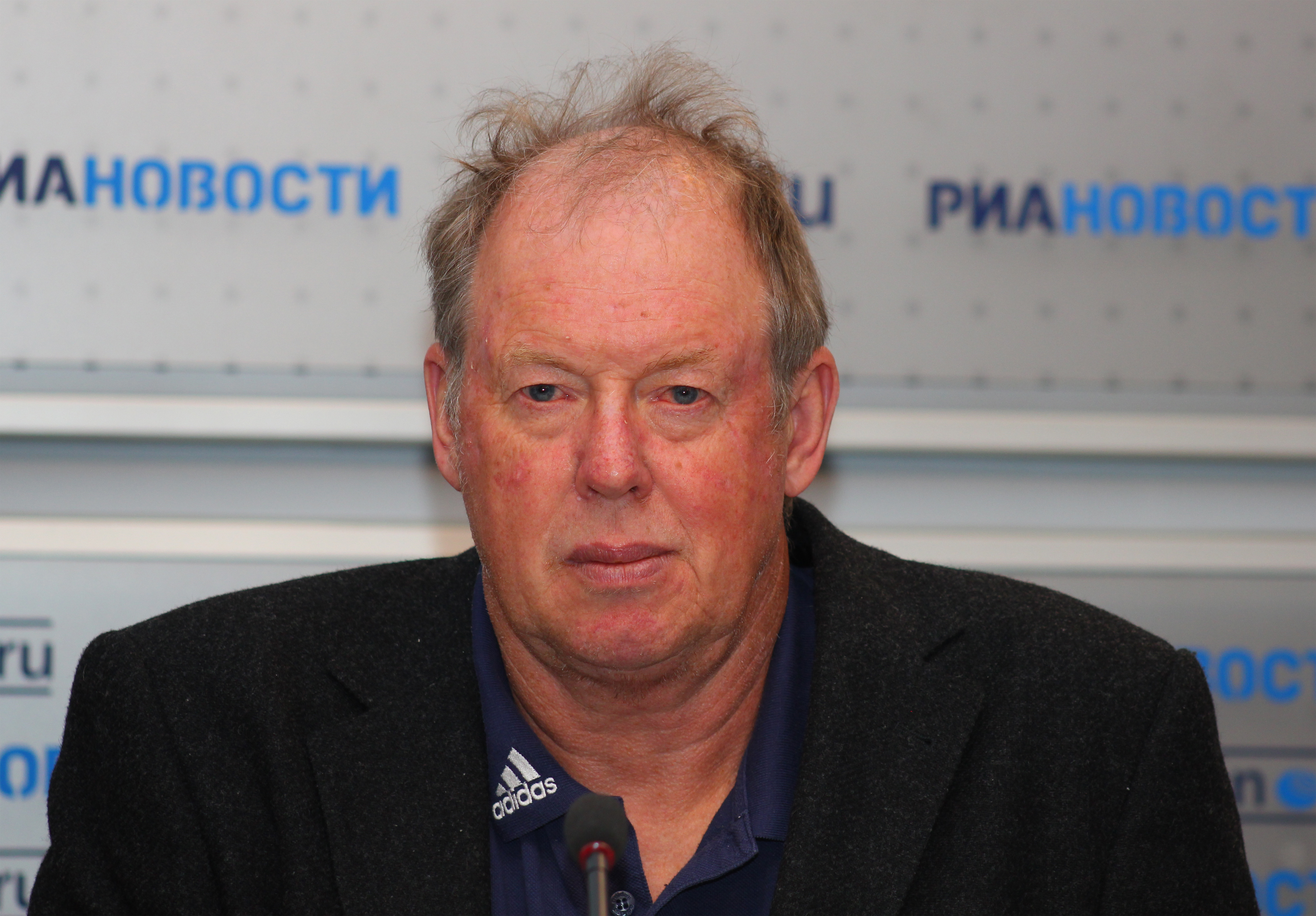
Wolfgang Pichler (* 1955)

- Pichler, Wolfram (* 1968), österreichischer Kunsthistoriker
- Pichler-Jessenko, Alexandra (* 1966), österreichische Politikerin (ÖVP), Abgeordnete zum Landtag Steiermark
- Pichler-Mandorf, Franz (1885–1972), österreichischer Politiker
- Pichlík, Karel (1928–2001), tschechischer Historiker
- Pichlíková-Burke, Lenka (* 1954), tschechische Schauspielerin
- Pichlmaier, Bernadette (* 1969), deutsche Marathonläuferin
- Pichlmaier, David (* 1979), deutscher Opernsänger
- Pichlmaier, Heinz (1930–2019), deutscher Chirurg und Hochschullehrer
- Pichlmaier, Tobias (* 1972), deutscher Jurist, Richter am Einheitlichen Patentgericht
- Pichlmair, Johanna (* 1990), österreichische Violinistin
- Pichlmann, Thomas (* 1981), österreichischer Fußballspieler, -trainer und American-Football-SpielerThomas Pichlmann (* 1981)

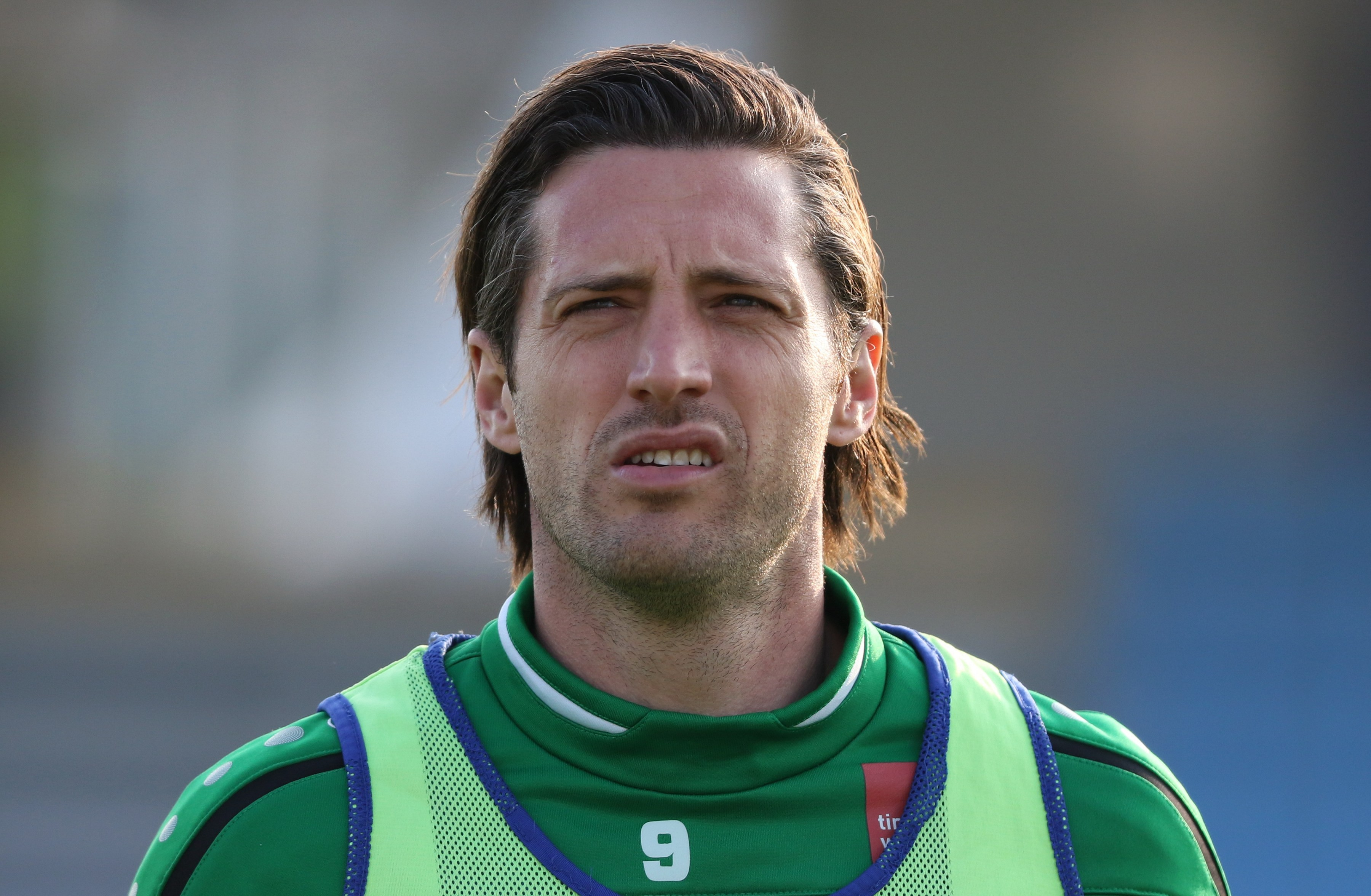
Thomas Pichlmann (* 1981)

- Pichlmayer, Marco (* 1987), österreichischer Nordischer Kombinierer
- Pichlmayr, Ina (* 1932), deutsche Anästhesiologin und Medizinprofessorin
- Pichlmayr, Rudolf (1932–1997), deutscher Chirurg
- Pichlmayr, Victor (1927–2012), deutscher Moderator
- Pichlmeier, Kathrin (* 1996), deutsche Handballspielerin
- Pichmann, Heinrich, deutscher Boxer
- Pichois, Claude (1925–2004), französischer Romanist und Literaturwissenschaftler
- Pichon, Adèle (1847–1925), französische Trachtensammlerin
- Pichon, Edmond (1882–1961), französischer Autorennfahrer
- Pichon, Edouard (1890–1940), französischer Psychoanalytiker, Romanist und Grammatiker
- Pichon, Éric (1966–2012), französischer Radsportler
- Pichon, Fats (1906–1967), US-amerikanischer Jazz-Pianist, Sänger, Arrangeur und Songwriter
- Pichon, Jules (1880–1939), französischer Sprachlehrer, Schriftsteller und Journalist
- Pichon, Laurent (* 1986), französischer Straßenradrennfahrer
- Pichon, Liz (* 1963), englische Autorin und Illustratorin von Kinderbüchern
- Pichon, Marinette (* 1975), französische Fußballspielerin
- Pichon, Raphaël (* 1984), französischer Dirigent, früher CountertenorRaphaël Pichon (* 1984)

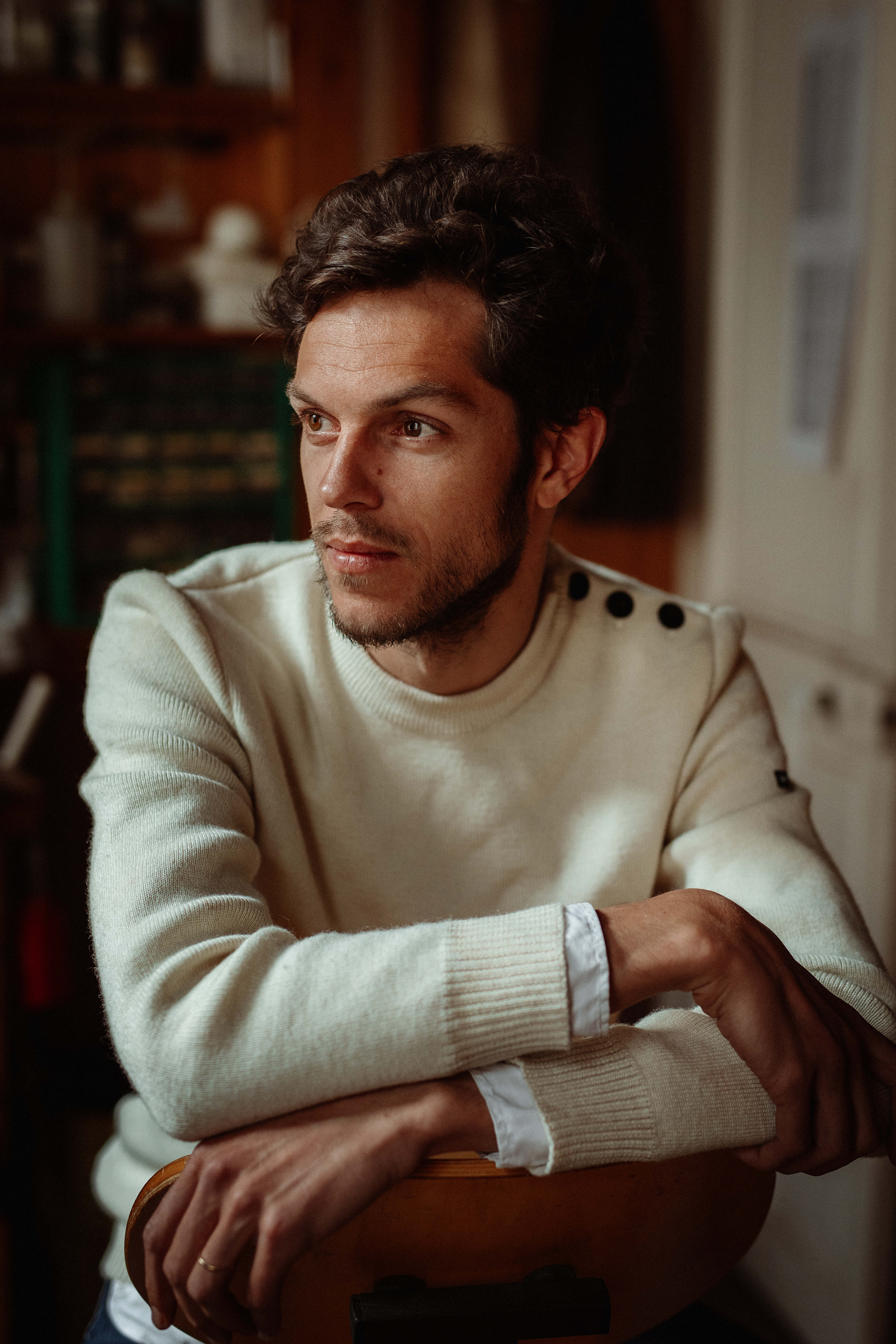
Raphaël Pichon (* 1984)

- Pichon, Stephen (1857–1933), französischer Politiker und Journalist
- Pichon-Landry, Marguerite (1877–1972), französische Feministin
- Pichonnaz, Pascal (* 1967), Schweizer Rechtswissenschaftler
- Pichorides, Stylianos (1940–1992), griechischer Mathematiker
- Pichorner, Christoph (* 1999), österreichischer Fußballspieler
- Pichorner, Jürgen (* 1977), österreichischer Fußballspieler
- Pichot i Gironès, Ramon (1871–1925), katalanisch-spanischer Künstler
- Pichot, Agustín (* 1974), argentinischer Rugbyspieler
- Pichot, Alan (* 1998), argentinischer Schachspieler
- Pichot, Alexandre (* 1983), französischer Radrennfahrer
- Pichot, André (* 1950), französischer Wissenschaftstheoretiker und Wissenschaftshistoriker
- Pichot, Germaine (1880–1948), französisches Malermodell
- Pichot, Sébastien (* 1981), französischer Skirennläufer
- Pichot, Stéphane (* 1976), französischer Fußballspieler
- Pichou (1597–1631), französischer Dramatiker
- Pichowetz, Gerald (1964–2024), österreichischer Film- und TheaterschauspielerGerald Pichowetz (1964–2024)

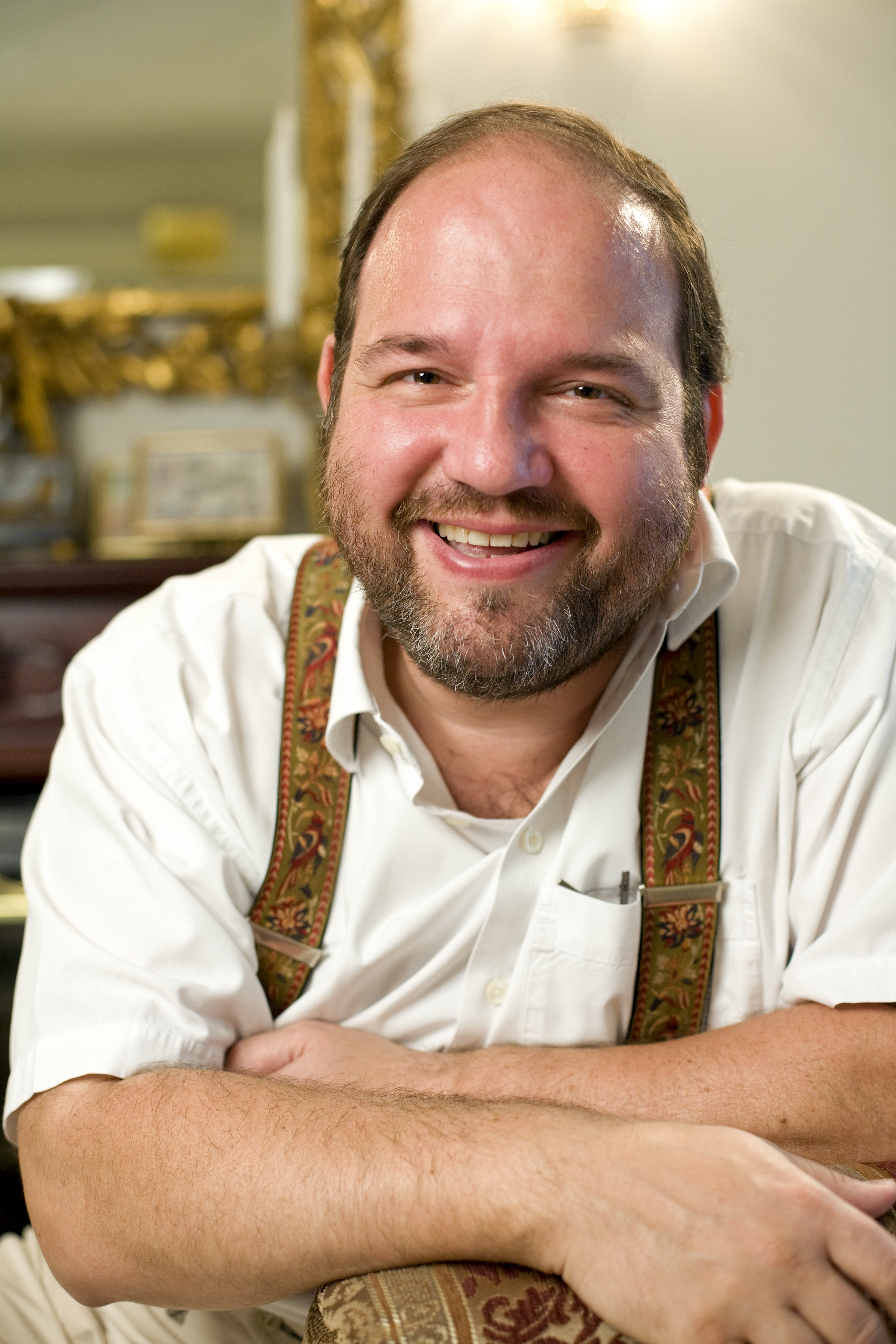
Gerald Pichowetz (1964–2024)

- Picht, Adolph Wilhelm (1773–1857), deutscher evangelisch-lutherischer Geistlicher
- Picht, Carlo Septimus (1887–1954), Offizier und Biograf
- Picht, Ferdinand (1807–1850), deutscher Arzt
- Picht, Georg (1913–1982), deutscher Religionsphilosoph und Pädagoge
- Picht, Helga (* 1934), deutsche Koreanistin
- Picht, Johann Gottlieb (1736–1810), deutscher evangelisch-lutherischer Geistlicher und Sozialreformer
- Picht, Johannes (1897–1973), deutscher Physiker
- Picht, Oskar (1871–1945), Erfinder der Blindenschreibmaschine
- Picht, Peter (* 1979), deutscher Jurist
- Picht, Robert (1937–2008), deutscher Soziologe und Romanist
- Picht, Walter (* 1900), deutscher Richter und Generalstaatsanwalt
- Picht, Werner (1887–1965), deutscher Soziologe, Verwaltungsbeamter und Schriftsteller
- Picht-Axenfeld, Edith (1914–2001), deutsche Cembalistin Pianistin
- Pichtel, Konrad Balthasar (1605–1656), Jurist und Hofbeamter

### Pici
- Picierno, Pina (* 1981), italienische Politikerin (Partito Democratico), MdEP
- Picin Mika, Mirlene (* 1980), brasilianische Biathletin

### Pick
- Pick, Albert (1922–2015), deutscher Papiergeldexperte
- Pick, Alexander (* 1959), baden-württembergischer Polizist
- Pick, Alois (1859–1945), österreichischer Sanitätsoffizier und Internist
- Pick, Anton (* 1840), österreichischer Maler
- Pick, Arnold (1851–1924), Psychiater und Neurologe
- Pick, Behrendt (1861–1940), deutscher Numismatiker
- Pick, Cedric (* 1987), deutscher Sportjournalist und Moderator
- Pick, Charles, österreichischer Fußballtorhüter
- Pick, Clemens (* 1947), deutscher Politiker (CDU), MdL
- Pick, Daniel (* 1960), britischer Historiker, Psychoanalytiker, Hochschullehrer und Autor
- Pick, Daniella (* 1983), israelische Sängerin, Model und SchauspielerinDaniella Pick (* 1983)

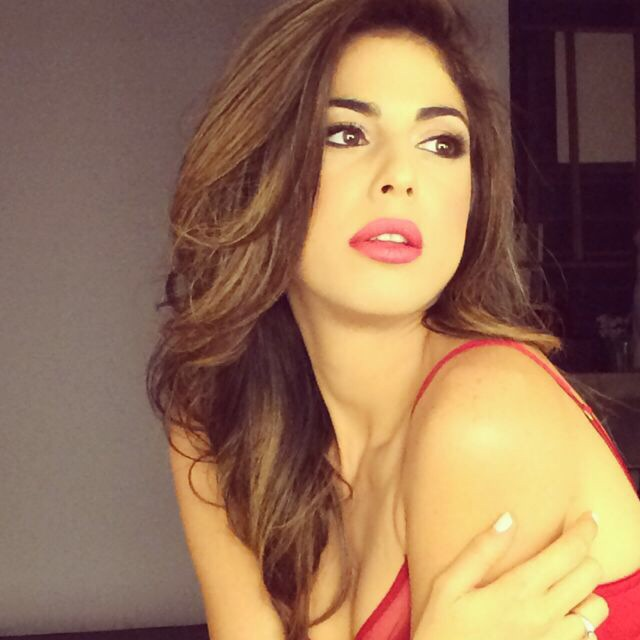
Daniella Pick (* 1983)

- Pick, Eckhart (* 1941), deutscher Politiker (SPD), MdL, MdB und Hochschullehrer
- Pick, Ernst Peter (1872–1960), österreichischer Arzt und Pharmakologe
- Pick, Eva Paula (* 1957), deutsche Schriftstellerin, Therapeutin und Theaterpädagogin
- Pick, Florian (* 1995), deutscher Fußballspieler
- Pick, Friedrich Alphons (1808–1896), lothringischer Unternehmer und Politiker
- Pick, Georg (1859–1942), österreichischer Mathematiker
- Pick, Georg (1869–1929), deutscher Reichsgerichtsrat
- Pick, Gustav (1832–1921), österreichischer Komponist
- Pick, Heinrich (1882–1947), deutscher Politiker
- Pick, Heinz (1912–1983), deutscher Physiker
- Pick, Hella (1927–2024), österreichisch-britische Journalistin
- Pick, Helmut (1929–2006), deutscher Schauspieler
- Pick, Jiří Robert (1925–1983), tschechischer Schriftsteller
- Pick, Josef (1916–2002), deutscher ehrenamtlicher Sportmanager von Hürth
- Pick, Karl (1867–1938), österreichischer Gewerkschafter und Politiker, Landtagsabgeordneter, Abgeordneter zum Nationalrat
- Pick, Karl Leopold (1875–1938), deutscher Maschinenbauingenieur
- Pick, Karl-Heinz (1929–2009), deutscher Pianist und Komponist
- Pick, Lewis A. (1890–1956), US-amerikanischer Offizier, Generalleutnant der US-Army
- Pick, Ludwig (1868–1944), deutscher Pathologe
- Pick, Lupu (1886–1931), rumänisch-deutscher Schauspieler und RegisseurLupu Pick (1886–1931)

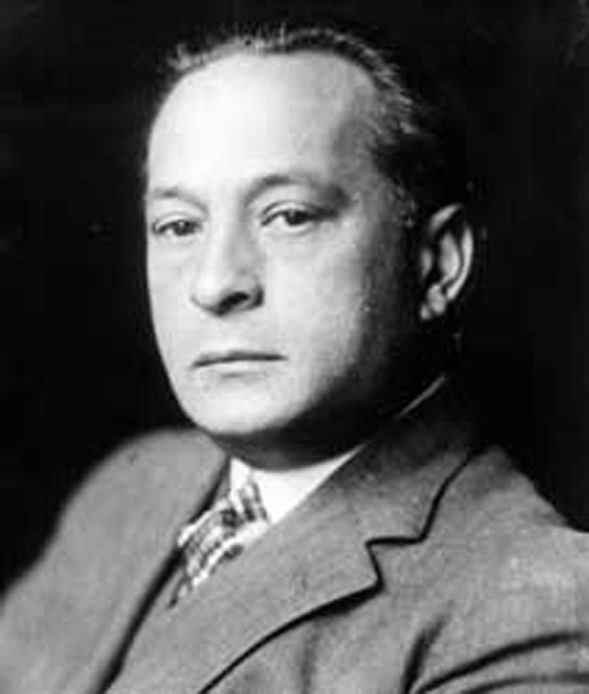
Lupu Pick (1886–1931)

- Pick, Otto (1882–1945), deutscher Politiker (DDP)
- Pick, Otto (1887–1940), böhmisch-tschechoslowakischer Schriftsteller und Übersetzer
- Pick, Otto (1925–2016), tschechischer Politikwissenschaftler und stellvertretender Außenminister
- Pick, Philipp Josef (1834–1910), böhmischer Dermatologe
- Pick, Richard (1840–1923), deutscher Historiker und Archivar
- Pick, Richard (1857–1933), deutscher Kommunalpolitiker
- Pick, Sigmund (1849–1922), jüdischer Geldverleiher in Prag
- Pick, Thea, deutsche Fußballspielerin
- Pick-Goslar, Hannah (1928–2022), deutsche Holocaustüberlebende, Freundin Anne Franks
- Pick-Hieronimi, Monica (* 1943), deutsche Opernsängerin (Sopran) und Gesangspädagogin
- Pick-Morino, Edmund (1877–1958), ungarischer Maler
- Pickar, Aleš (* 1971), deutsch-tschechischer Autor, Musiker und Publizist
- Pickard, Calvin (* 1992), kanadischer Eishockeytorwart
- Pickard, Chet (* 1989), deutsch-kanadischer Eishockeytorwart
- Pickard, Cyril (1917–1992), britischer Diplomat und Regierungsbeamter, Hochkommissar in Nigeria und Pakistan
- Pickard, Greenleaf Whittier (1877–1956), US-amerikanischer Ingenieur
- Pickard, Helena (1900–1959), britische Schauspielerin
- Pickard, Nancy (* 1945), US-amerikanische Krimiautorin
- Pickard, Nicholas (* 1975), englischer Schauspieler
- Pickard, Thomas J. (* 1950), US-amerikanischer Regierungsbeamter, ehemaliger Direktor der FBI
- Pickard, Victor (1903–2001), kanadischer Stabhochspringer und Speerwerfer
- Pickard-Cambridge, Frederick Octavius (1860–1905), britischer Zoologe
- Pickard-Cambridge, Octavius (1828–1917), britischer Pastor und Zoologe
- Pickardt, Caroline Renate (1936–2024), deutsche Endokrinologin
- Pickardt, Ernst (1876–1931), deutscher Maler, Grafiker und Illustrator
- Pickart, Alfred (1869–1938), fürstlich hohenlohischer Kammerdirektor
- Pickart, Kurt (1910–1988), deutscher Offizier, zuletzt Major i. G. im Zweiten Weltkrieg
- Pickart, Winfried (* 1950), deutscher Politiker (CDU)
- Pickass, Damana Adia, ivorischer Politiker
- Pickel, Adam (1881–1956), deutscher Kaufmann
- Pickel, Andreas (1838–1913), deutscher Kupferstecher
- Pickel, Bernd (* 1959), deutscher Jurist, Präsident des Kammergerichts
- Pickel, Caspar Clemens (1847–1939), deutscher Architekt
- Pickel, Charles (* 1997), Schweizer Fußballspieler
- Pickel, Clemens (* 1961), deutscher Geistlicher, römisch-katholischer Bischof
- Pickel, Gert (* 1963), deutscher Soziologe und PolitologeGert Pickel (* 1963)

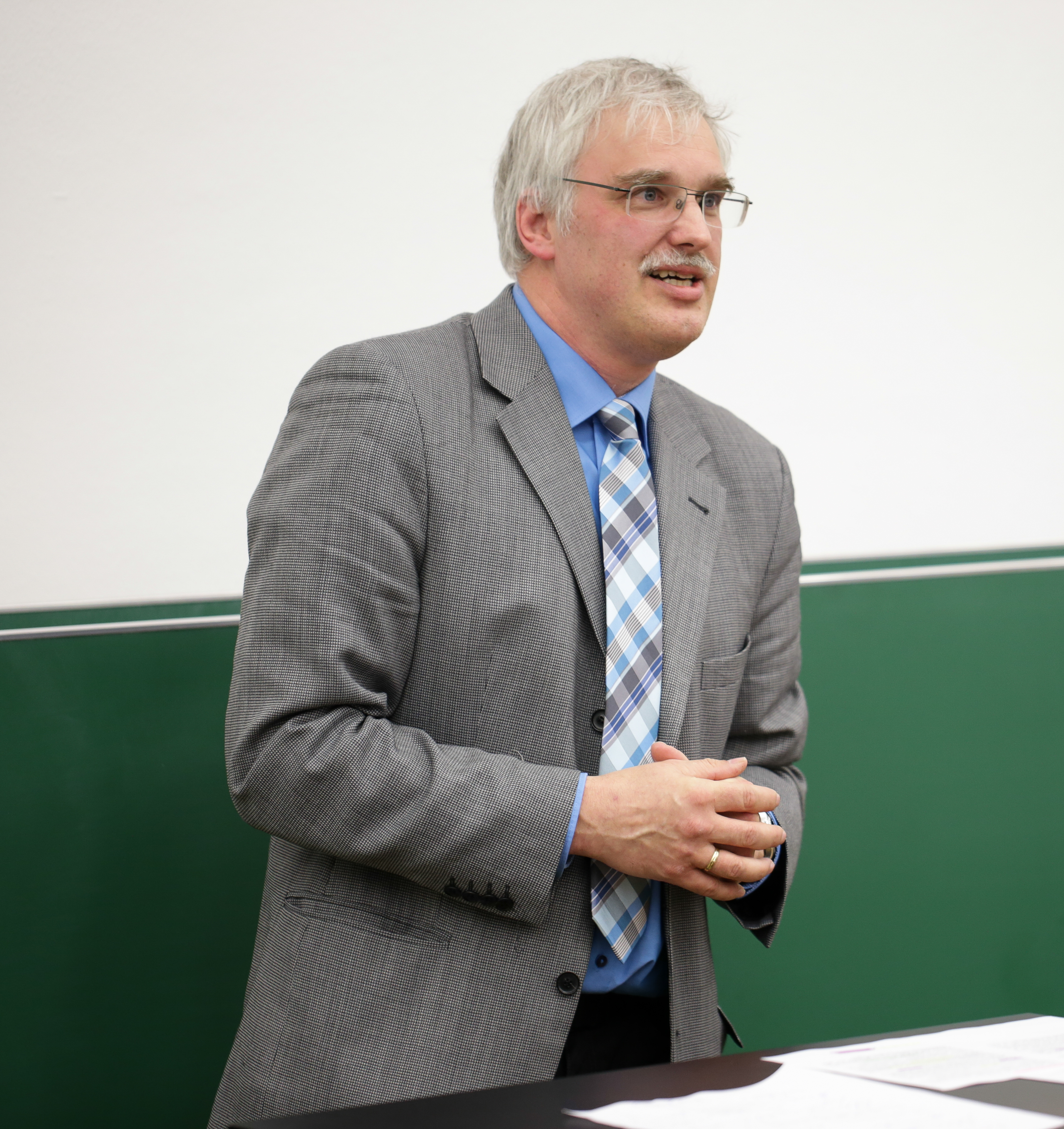
Gert Pickel (* 1963)

- Pickel, Hans-Werner (1948–2014), deutscher Politiker (SPD), MdL
- Pickel, Heinrich (1883–1964), deutscher Unternehmer und Politiker (Zentrum, CDU), MdL
- Pickel, Ignaz († 1818), deutscher Jesuit, Astronom, Mathematiker, Urgeschichtsforscher, Lehrbuchautor
- Pickel, Johann Georg (1751–1838), deutscher Hochschullehrer, Professor für Medizin, Chemie und Pharmazie
- Pickel, Juliane (* 1971), deutsche Schriftstellerin
- Pickel, Marc (* 1971), deutscher Segler
- Pickel, Max (1884–1976), deutscher Lehrer und Scherenschnittkünstler
- Pickel, Mike (* 1975), deutscher Fußballschiedsrichter
- Pickel, Oswald (1896–1980), österreichisch-deutsch-italienischer Maler
- Pickel, Peter (* 1948), deutscher Handballspieler
- Pickel, Susanne (* 1968), deutsche Politikwissenschaftlerin
- Pickell, Steve (* 1957), kanadischer Schwimmer
- Picken, Laurence (1909–2007), britischer Ethnomusikologe
- Picken, Wolfgang (1967–2024), deutscher römisch-katholischer Priester
- Pickenäcker, Ingo (* 1962), deutscher Fußballspieler
- Pickenäcker, Ludger (* 1965), deutscher Fußballspieler
- Pickenbach, Wilhelm (1850–1903), deutscher Kaufmann und Politiker, MdR
- Pickenhain, Lothar (* 1920), deutscher Neurowissenschaftler
- Pickenoy, Nicolaes Eliaszoon (* 1588), holländischer Maler flämischer Herkunft
- Pickenpack, Paul (1834–1903), deutscher Übersee-Kaufmann und Konsul
- Pickens, Andrew junior (1779–1838), Gouverneur von South Carolina
- Pickens, Andrew senior (1739–1817), US-amerikanischer Politiker
- Pickens, Buster (1916–1964), US-amerikanischer Blues-Pianist und -Sänger
- Pickens, Ezekiel (1768–1818), US-amerikanischer Politiker
- Pickens, Francis Wilkinson (1805–1869), US-amerikanischer Politiker
- Pickens, George (* 2001), US-amerikanischer American-Football-SpielerGeorge Pickens (* 2001)

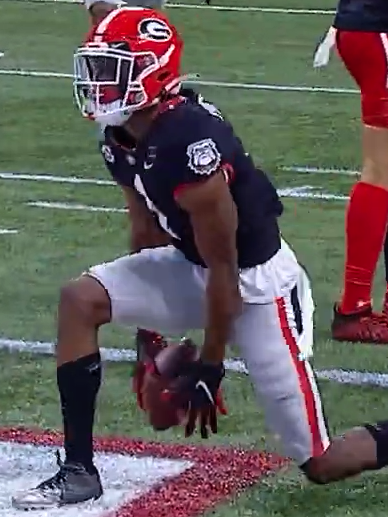
George Pickens (* 2001)

- Pickens, Israel (1780–1827), US-amerikanischer Politiker
- Pickens, James junior (* 1954), US-amerikanischer SchauspielerJames Pickens junior (* 1954)

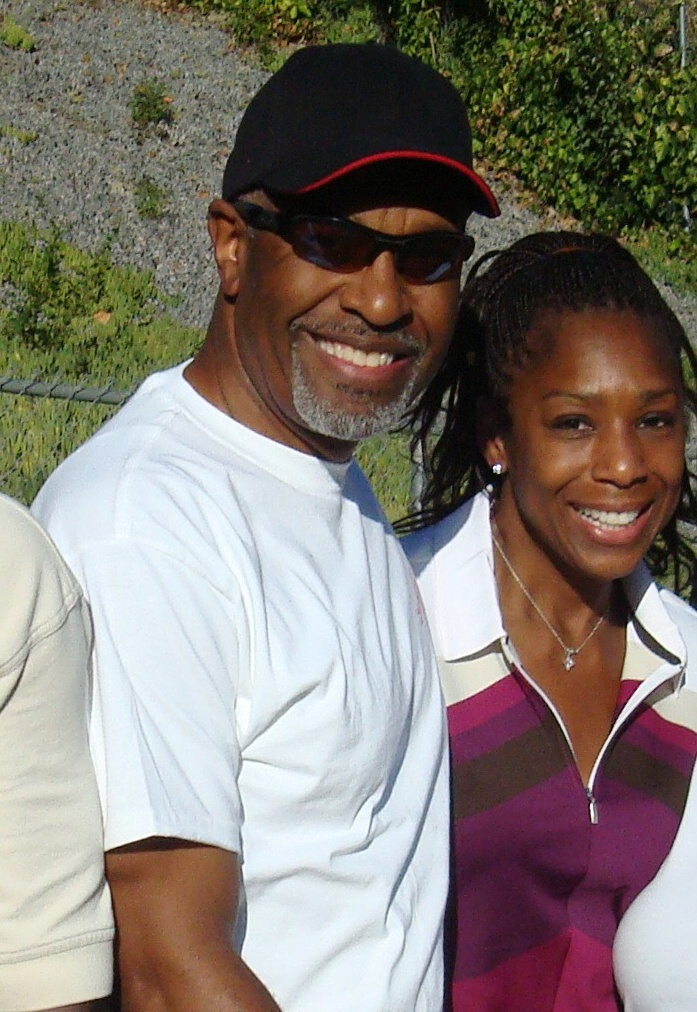
James Pickens junior (* 1954)

- Pickens, Slim (1919–1983), US-amerikanischer Filmschauspieler
- Pickens, T. Boone (1928–2019), US-amerikanischer Geschäftsmann
- Pickens, Willie (1931–2017), US-amerikanischer Jazzpianist und Musikpädagoge
- Picker, Christian (* 1978), deutscher Rechtswissenschaftler
- Picker, Eduard (* 1940), deutscher Rechtswissenschaftler und Hochschullehrer
- Picker, Egbert (1895–1960), deutscher Offizier, zuletzt Generalleutnant im Zweiten Weltkrieg
- Picker, Günther (1944–2022), deutscher Manager, Autor und Honorarprofessor
- Picker, Hans, deutscher Bob-Fahrer
- Picker, Harvey (1915–2008), US-amerikanischer Geschäftsmann, Lehrer, Erfinder und Philanthrop
- Picker, Heinrich (* 1883), deutscher Gewerkschaftsfunktionär (FDGB), MdV
- Picker, Henry (1912–1988), deutscher Verwaltungsjurist
- Picker, Jimmy (* 1949), US-amerikanischer Animator und Filmproduzent
- Picker, Johannes († 1693), deutscher evangelischer Theologe und Schulmann
- Picker, Josef (1895–1984), deutscher Bildhauer
- Picker, Richard (1933–2015), österreichischer Psychotherapeut
- Picker, Rolf-Jürgen (* 1953), deutscher Politiker (CSU), MdL
- Picker, Tobias (* 1954), US-amerikanischer Komponist Klassischer Musik
- Picker, Ulrike (* 1971), deutsche Juristin, Richterin am Bundesgerichtshof
- Pickering, Adrienne (* 1981), australische Schauspielerin
- Pickering, Alice (1860–1939), englische Tennisspielerin
- Pickering, Bridget (* 1966), namibische Filmschaffende
- Pickering, Charles (1805–1878), US-amerikanischer Naturforscher
- Pickering, Charlie (* 1977), australischer Komiker
- Pickering, Chip (* 1963), US-amerikanischer Politiker
- Pickering, Craig (* 1986), britischer Leichtathlet
- Pickering, Edward Charles (1846–1919), amerikanischer Astronom und Physiker
- Pickering, Finlay (* 2003), schottischer Radrennfahrer
- Pickering, Gavin (* 1980), britischer Autorennfahrer
- Pickering, James († 1460), englischer Ritter
- Pickering, John (1737–1805), US-amerikanischer Anwalt und Politiker
- Pickering, John (1777–1846), US-amerikanischer Jurist, Politiker und Linguist
- Pickering, Karen (* 1971), britische Schwimmerin
- Pickering, Luke (* 1993), neuseeländischer Eishockeyspieler
- Pickering, Marc (* 1985), britischer Schauspieler
- Pickering, Thomas R. (* 1931), US-amerikanischer Diplomat und Wirtschaftsmanager
- Pickering, Timothy (1745–1829), US-amerikanischer Politiker
- Pickering, William (1798–1873), englisch-US-amerikanischer Politiker
- Pickering, William Hayward (1910–2004), neuseeländischer Physiker und Weltraumpionier
- Pickering, William Henry (1858–1938), US-amerikanischer Astronom
- Pickers, Hans (1924–2005), deutscher Politiker (CDU)
- Pickersgill, John (1905–1997), kanadischer Politiker, Unternehmer und Autor
- Pickersgill, Richard (1749–1779), englischer Seefahrer und Entdecker
- Pickert, Erich (1900–1984), deutscher Politiker (SPD) und Gewerkschafter
- Pickert, Günter (1917–2015), deutscher Mathematiker und Hochschullehrer
- Pickert, Harald (1901–1983), österreichischer Grafiker
- Pickert, Siegfried (1898–2002), deutscher Anthroposoph und Pädagoge
- Pickert, Wilhelm (1882–1964), deutscher Politiker (SPD), MdL
- Pickert, Wolfgang (1897–1984), deutscher Offizier, zuletzt General der Flakartillerie der Luftwaffe im Zweiten Weltkrieg
- Pickett, Aitor (* 1999), chilenisch-deutscher Basketballspieler
- Pickett, Bobby (1938–2007), US-amerikanischer Sänger und Schauspieler
- Pickett, Carson (* 1993), US-amerikanische Fußballspielerin
- Pickett, Charles E. (1866–1930), US-amerikanischer Politiker
- Pickett, Cindy (* 1947), US-amerikanische Schauspielerin
- Pickett, Clarence E. (1884–1965), US-amerikanischer Theologe
- Pickett, Dan (1907–1967), US-amerikanischer Blues-Sänger und -Gitarrist
- Pickett, Edward Bradford (1823–1882), US-amerikanischer Politiker
- Pickett, George B. Jr. (1918–2003), US-amerikanischer Offizier, Generalmajor der US-Army
- Pickett, George Edward (1825–1875), Generalmajor in der Armee der Konföderierten Staaten von AmerikaGeorge Edward Pickett (1825–1875)

George Edward Pickett (1825–1875)

- Pickett, Kate (* 1965), englische Gesundheitswissenschaftlerin und Professorin für Epidemiologie an der University of York
- Pickett, Kenny (* 1998), US-amerikanischer American-Football-Spieler
- Pickett, Lenny (* 1954), amerikanischer Fusion- und Studiomusiker
- Pickett, Leroy, US-amerikanischer Blues- und Jazz-Musiker (Geige) und Bandleader
- Pickett, Lucy Weston (1904–1997), US-amerikanische Chemikerin und Hochschullehrerin
- Pickett, Owen B. (1930–2010), US-amerikanischer Politiker
- Pickett, Reg (1927–2012), englischer Fußballspieler
- Pickett, Tidye (1914–1986), US-amerikanische Leichtathletin
- Pickett, Tom (1906–1980), US-amerikanischer Politiker
- Pickett, Wilson (1941–2006), US-amerikanischer Soulsänger
- Pickford, Eduard (1823–1866), deutscher Volkswirt und Politiker
- Pickford, Grace E. (1902–1986), britisch-amerikanische Biologin und Hochschullehrerin
- Pickford, Jack (1896–1933), kanadischer Schauspieler
- Pickford, Jordan (* 1994), englischer FußballspielerJordan Pickford (* 1994)

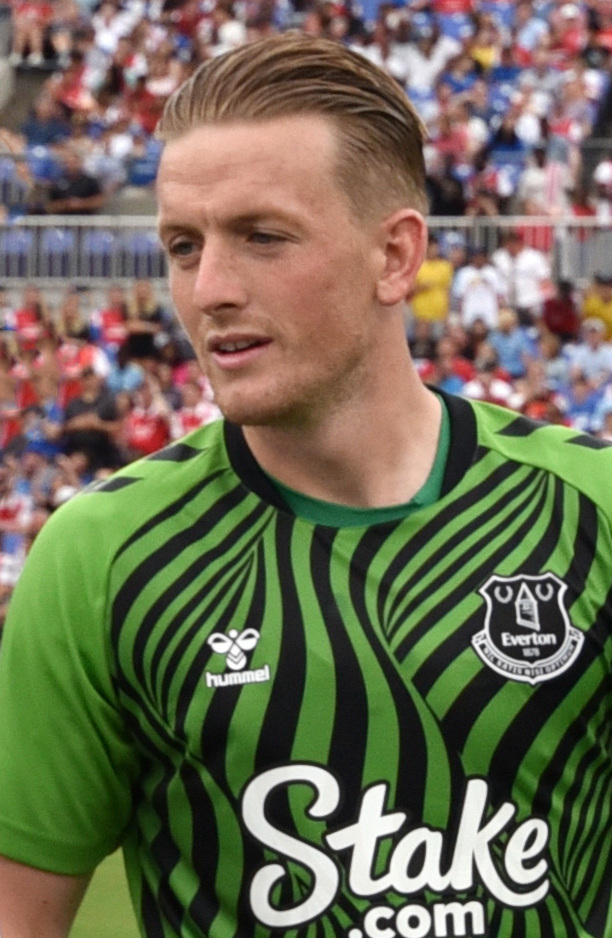
Jordan Pickford (* 1994)

- Pickford, Joseph († 1782), englischer Baumeister und Architekt
- Pickford, Lottie (1893–1936), US-amerikanische Schauspielerin
- Pickford, Martin (* 1943), britischer Paläontologe und Paläoanthropologe
- Pickford, Mary (1892–1979), kanadische Schauspielerin und FilmproduzentinMary Pickford (1892–1979)

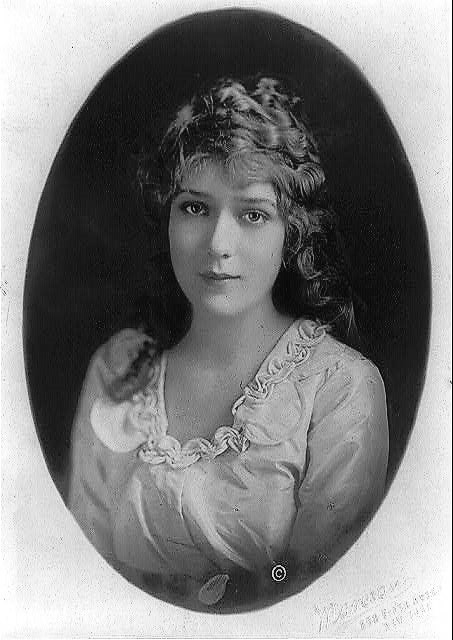
Mary Pickford (1892–1979)

- Pickford, William, 1. Baron Sterndale (1848–1923), britischer Jurist
- Pickhan, Gertrud (* 1956), deutsche Neuzeithistorikerin und Hochschullehrerin
- Picking, Jake (* 1991), US-amerikanischer Schauspieler
- Picking, Jonti (* 1975), britischer Webvideoproduzent
- Pickl, Bernhard (* 1991), österreichischer Sportschütze
- Pickl, Othmar (1927–2008), österreichischer Historiker
- Pickle, J. J. (1913–2005), US-amerikanischer Politiker
- Pickler, John (1844–1910), US-amerikanischer Politiker
- Pickler, Kellie (* 1986), US-amerikanische Pop- und Country-Sängerin
- Pickles, Carolyn (* 1952), englische Schauspielerin
- Pickles, Carrie (1904–1984), britische Turnerin
- Pickles, Christina (* 1935), US-amerikanische Filmschauspielerin
- Pickles, Eric (* 1952), britischer Politiker der Conservative Party
- Pickles, Samuel (1878–1962), britischer Chemiker
- Pickles, Vivian (* 1931), britische Schauspielerin
- Pickman, Benjamin (1763–1843), US-amerikanischer Politiker
- Picková-Saudková, Gisa (1883–1943), tschechoslowakische Schriftstellerin
- Pickover, Clifford A. (* 1957), US-amerikanischer Sachbuchautor
- Pickrel, William G. (1888–1966), US-amerikanischer Politiker
- Pickrell, Cassidy (* 1994), US-amerikanische Volleyballspielerin
- Pickrell, Ray (1938–2006), britischer Motorradrennfahrer
- Pickrell, Riley (* 2001), kanadischer Radrennfahrer
- Pickrell, Robert (1922–2017), US-amerikanischer Offizier, Jurist und Politiker
- Pickrem, Sydney (* 1997), kanadische Schwimmerin
- Pickshaus, Klaus (* 1949), deutscher Politikwissenschaftler, Journalist und Sachbuchautor
- Pickstock, Catherine (* 1970), britische anglikanische Theologin
- Pickstone, John (1944–2014), britischer Wissenschaftshistoriker
- Pickthall, Marjorie (1882–1922), englisch-kanadische Schriftstellerin
- Pickthall, Marmaduke (1875–1936), britischer Autor und Islam-Gelehrter
- Pickton, Robert (1949–2024), kanadischer Serienmörder
- Pickton, Steve, britischer Techno-Musiker, DJ und Labelbetreiber
- Pickup, Rachel (* 1973), britische Schauspielerin
- Pickup, Ronald (1940–2021), britischer Schauspieler
- Pickvance, Ronald (1930–2017), britischer Kunsthistoriker
- Pickwell, Gayle Benjamin (1899–1949), US-amerikanischer Zoologe, Hochschullehrer und Sachbuchautor
- Pickworth, Brian (1929–2020), neuseeländischer Fechter
- Pickworth, Charles Newton (1861–1955), englischer Herausgeber und Autor

### Picl
- Piclum, Otto Leopold (1899–1966), deutscher Jurist und Kommunalpolitiker

### Pico
- Pico della Mirandola, Gianfrancesco (1469–1533), italienischer Philosoph
- Pico della Mirandola, Giovanni (1463–1494), italienischer HumanistGiovanni Pico della Mirandola (1463–1494)

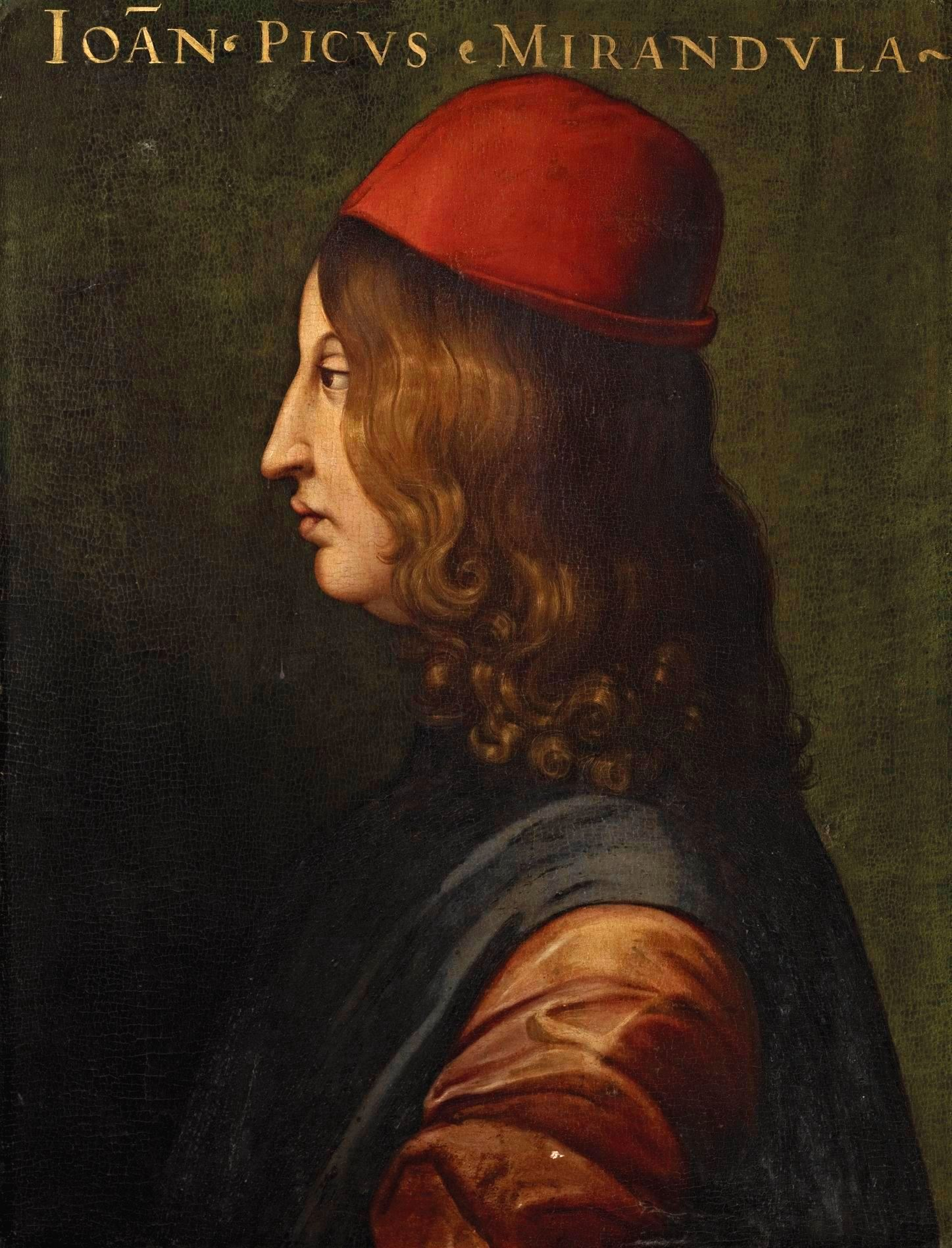
Giovanni Pico della Mirandola (1463–1494)

- Pico della Mirandola, Lodovico (1668–1743), italienischer Kardinal
- Picó i Campamar, Ramon (1848–1916), mallorquinischer Dichter und Schriftsteller
- Pico, Andrés (1810–1876), mexikanischer und US-amerikanischer Militär und Politiker
- Picó, Jesús (1935–1993), chilenischer Fußballspieler
- Picó-Kirchmayr, Mercè (* 1942), österreichische Malerin und Kunstpädagogin
- Picon, Charline (* 1984), französische Windsurferin
- Picon, Félix (1874–1922), französischer Segler
- Picon, Gaétan (1809–1882), französischer Wissenschaftler und Erfinder des Aperitifgetränks Picon
- Picon, Jean Pierre (1926–2005), deutscher Maler, Grafiker und Bildhauer
- Picon, Molly (1898–1992), US-amerikanische Theater- und Filmschauspielerin
- Picone, Mauro (1885–1977), italienischer Mathematiker
- Picone, Michelangelo (1943–2009), italienischer Romanist und Literaturwissenschaftler
- Picornell, Aurora (1912–1937), spanische Gewerkschafterin, Politikerin
- Picot de Sai († 1098), normannischer Adliger
- Picot, Albert (1882–1966), Schweizer Politiker (LPS)
- Picot, Arnold (1944–2017), deutscher Ökonom und Hochschullehrer
- Picot, Émile (1844–1918), französischer Romanist und Rumänist
- Picot, Eustache († 1651), französischer Geistlicher, Musiker und Komponist
- Picot, Fernand (1930–2017), französischer Radrennfahrer
- Picot, François-Édouard (1786–1868), französischer Historien- und Porträtmaler und Lithograf
- Picot, Geneviève (* 1956), australische Schauspielerin
- Picot, Georges (1838–1909), französischer Jurist und Historiker
- Picot, Gerhard (* 1945), deutscher Rechtsanwalt
- Picot, Karl (1863–1939), deutscher Reichsgerichtsrat
- Picot, Patrick (* 1951), französischer Degenfechter und Olympiasieger
- Picot, Pierre (1746–1822), Schweizer evangelischer Geistlicher und Hochschullehrer
- Picot, Werner (1903–1992), deutscher Jurist, Diplomat und Kaufmann
- Picotte, Susan la Flesche († 1915), indianische Ärztin
- Picotti, Paola (* 1977), italienische Biochemikerin
- Picotto, Mauro (* 1966), italienischer Techno-DJ und Musikproduzent
- Picou, Alphonse (1878–1961), US-amerikanischer Jazzmusiker
- Picou, Henri-Pierre (1824–1895), französischer Maler
- Picoult, Jodi (* 1967), US-amerikanische SchriftstellerinJodi Picoult (* 1967)

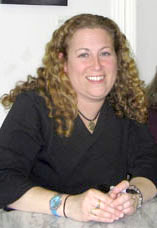
Jodi Picoult (* 1967)

### Picq
- Picq, Stéphane (1965–2025), französischer Komponist von Computerspielmusik
- Picquart, Marie-Georges (1854–1914), französischer Offizier, Kriegsminister und Beteiligter in der Dreyfus-Affäre
- Picqué, Charles (* 1948), belgischer Politiker
- Picqué, Nathalie (* 1973), französische Physikerin
- Picquenot, Michel (1747–1814), französischer Kupferstecher
- Picqueray, May (1898–1983), französische Anarchistin
- Picques, Louis (1637–1699), französischer katholischer Priester, Theologe, Orientalist und Bibliothekar
- Picquet de la Motte, Toussaint-Guillaume (1720–1791), französischer Admiral

### Pict
- Pictet de Rochemont, Charles (1755–1824), Schweizer Diplomat, Politiker und Offizier
- Pictet, Adolphe (1799–1875), Schweizer Sprachwissenschaftler
- Pictet, Amé (1857–1937), Schweizer Chemiker
- Pictet, Bénédict (1655–1724), Schweizer evangelischer Geistlicher und Hochschullehrer
- Pictet, Ernest (1829–1909), Schweizer Bankier und Politiker
- Pictet, François Jules (1809–1872), Schweizer Zoologe und Paläontologe
- Pictet, Gustave (1827–1900), Schweizer Jurist und Politiker
- Pictet, Jean (1914–2002), Schweizer Jurist beim Internationalen Komitee vom Roten Kreuz
- Pictet, Jean-Louis (1739–1781), Genfer Astronom
- Pictet, Lucien (1864–1928), Schweizer Ingenieur, Fabrikant und Politiker
- Pictet, Marc-Auguste (1752–1825), Schweizer Naturwissenschaftler
- Pictet, Raoul (1846–1929), Schweizer Physiker
- Picton, David (* 1972), kanadisch-irischer Basketballspieler
- Picton, Thomas (1758–1815), britischer Generalleutnant, Divisionskommandeur im Krieg auf der Halbinsel, Gouverneur von Trinidad
- Pictorellus, Michael, Maler und Holzschnitzer der Gotik
- Pictorius, Georg († 1569), Renaissance-Autor, Arzt
- Pictorius, Gottfried Laurenz (1663–1729), deutscher Architekt des Barocks
- Pictorius, Peter (1626–1685), dänischer Architekt, Militäringenieur und Diplomat

### Picu
- Picula, Tonino (* 1961), kroatischer Politiker (SDP), Außenminister, MdEPTonino Picula (* 1961)

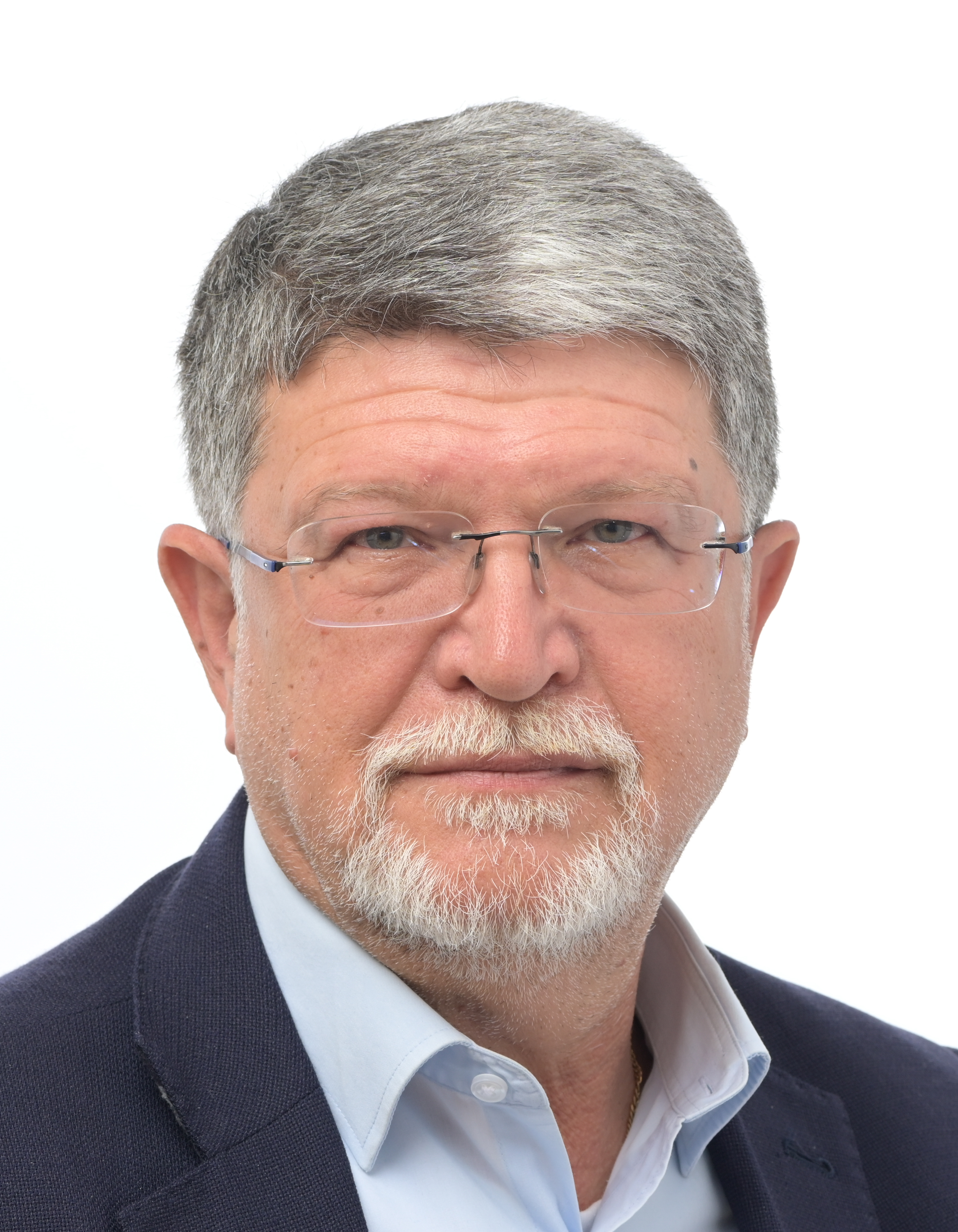
Tonino Picula (* 1961)

- Picun, Fernando (* 1972), uruguayischer Fußballspieler

### Picz
- Picz, Jaremi (* 1955), polnischer Maler, Bildhauer und Grafiker